# Список померлих 1990 року
Це список значимих людей, що померли 1990 року, упорядкований за датою смерті.

## Січень

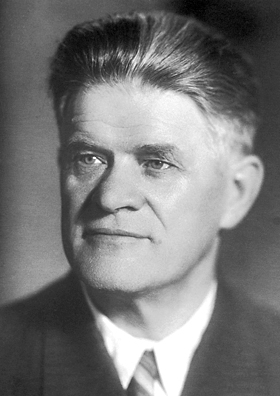
Павло Черенков
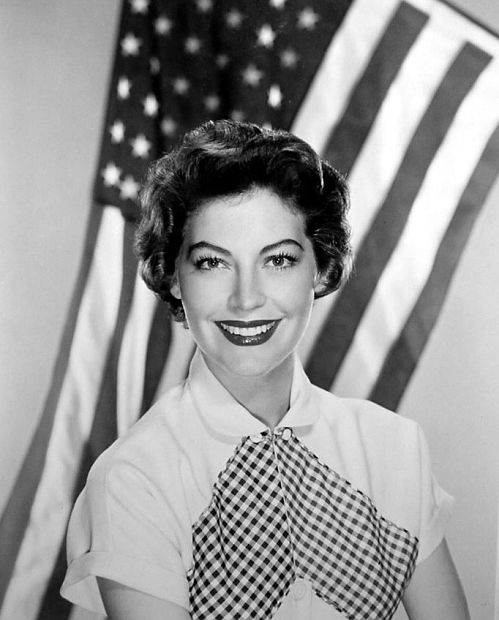
Ава Гарднер
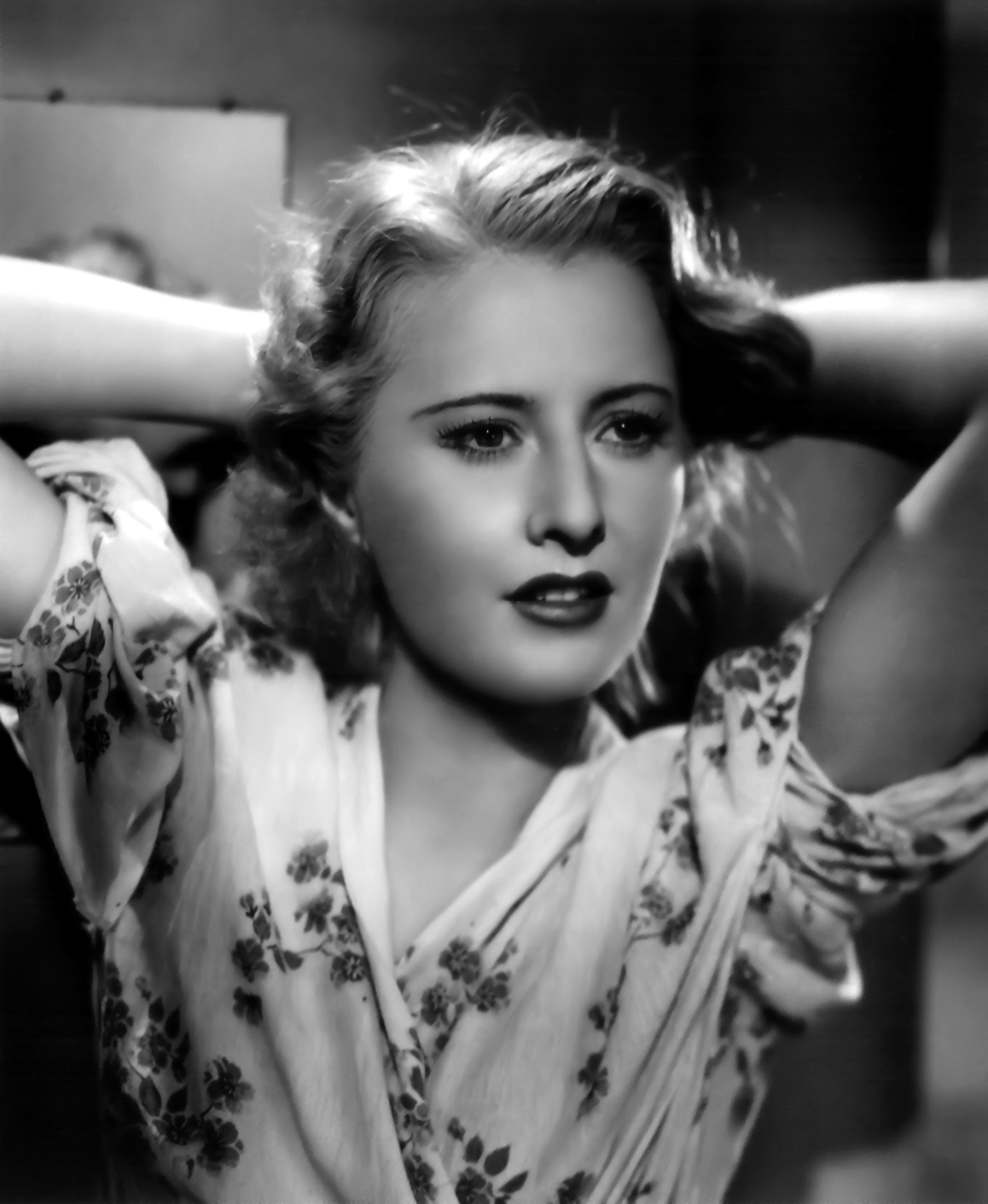
Барбара Стенвік
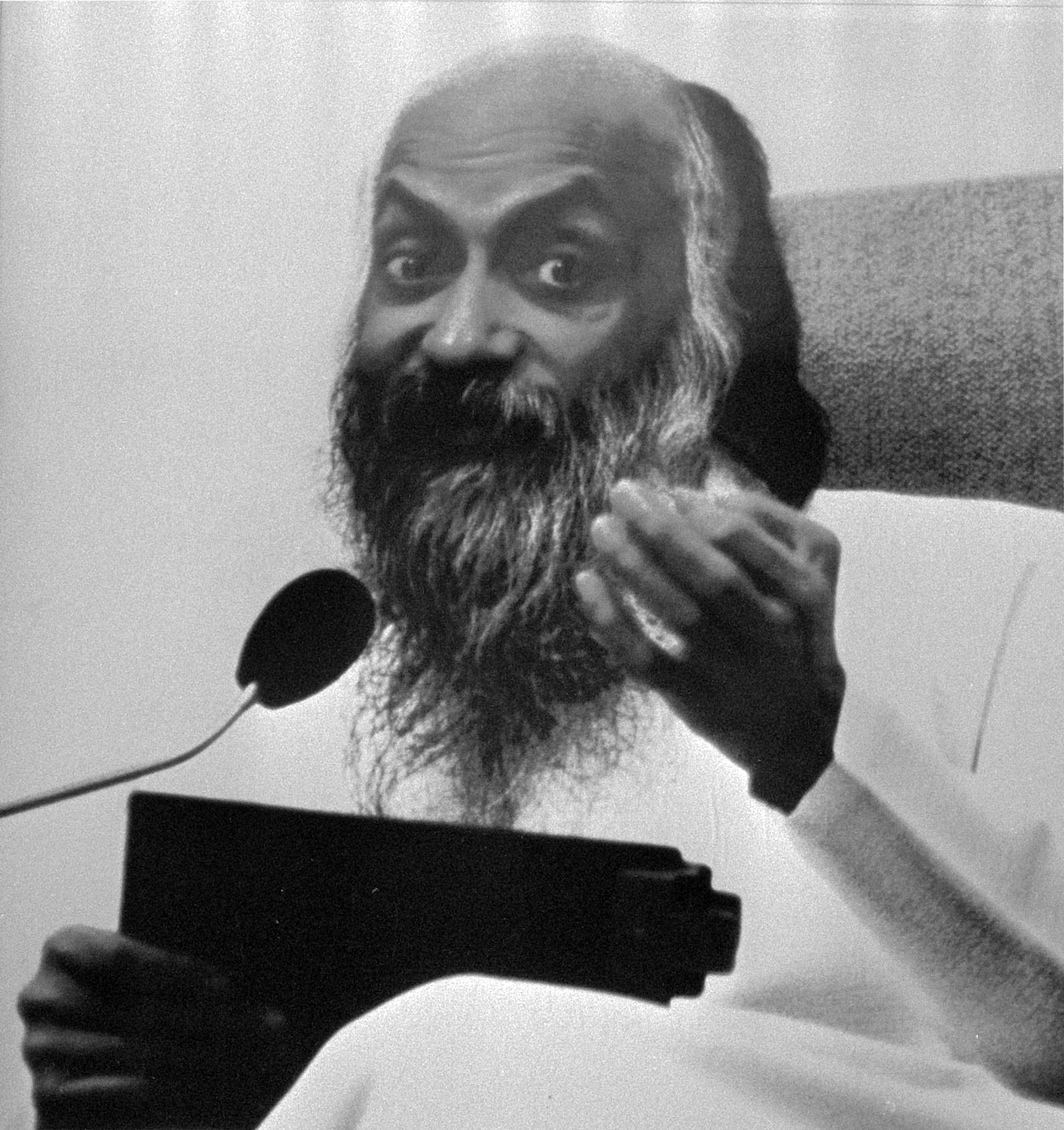
Ошо (Чандра Мохан Раджніш)
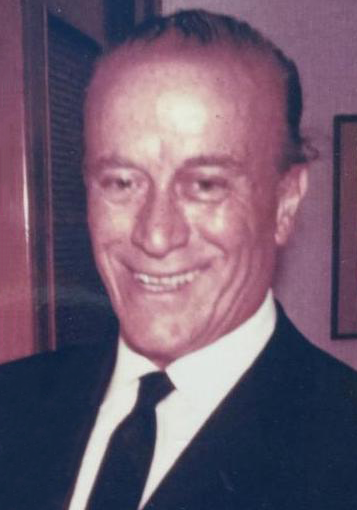
Альдо Гуччі
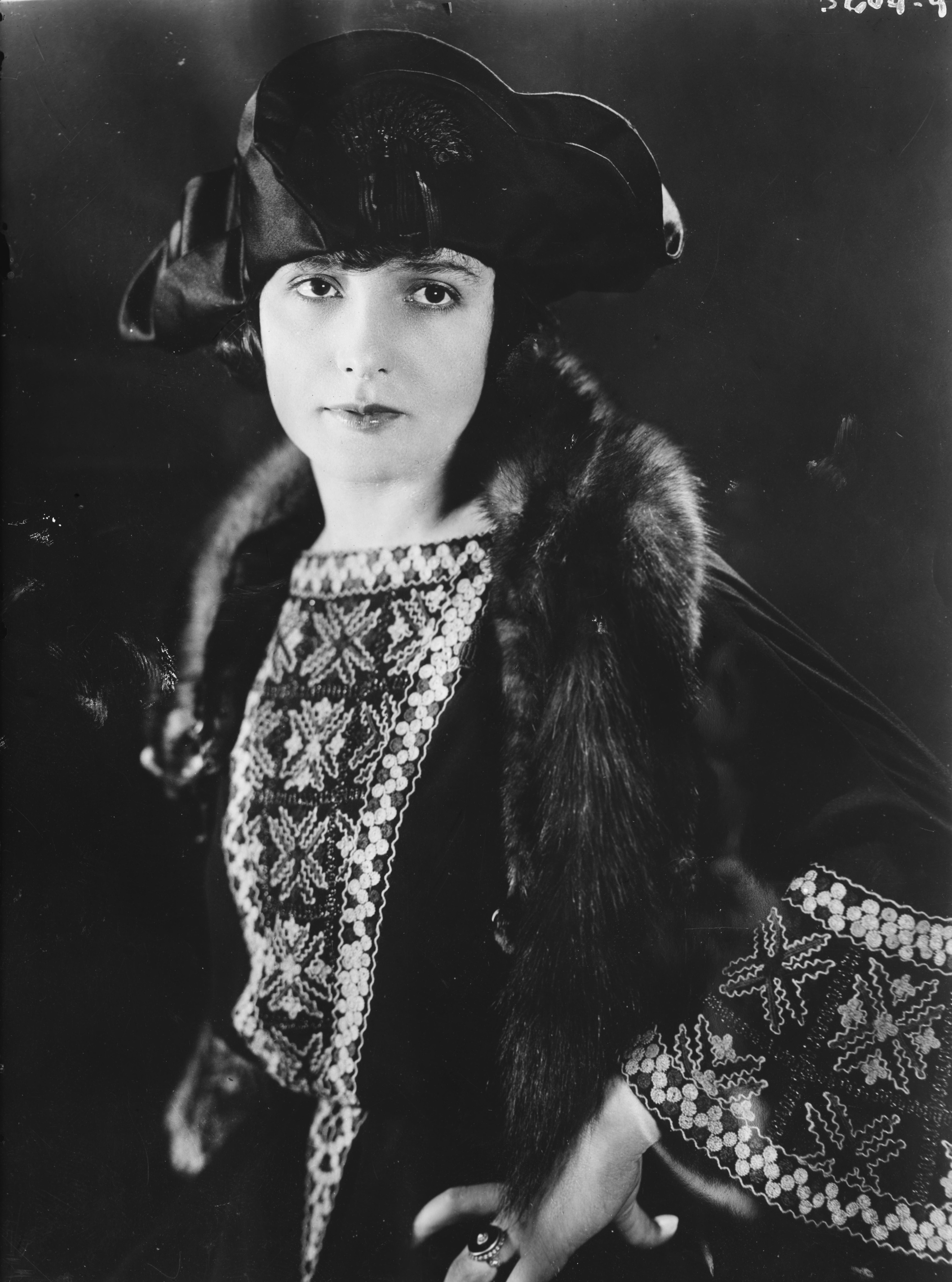
Медж Белламі
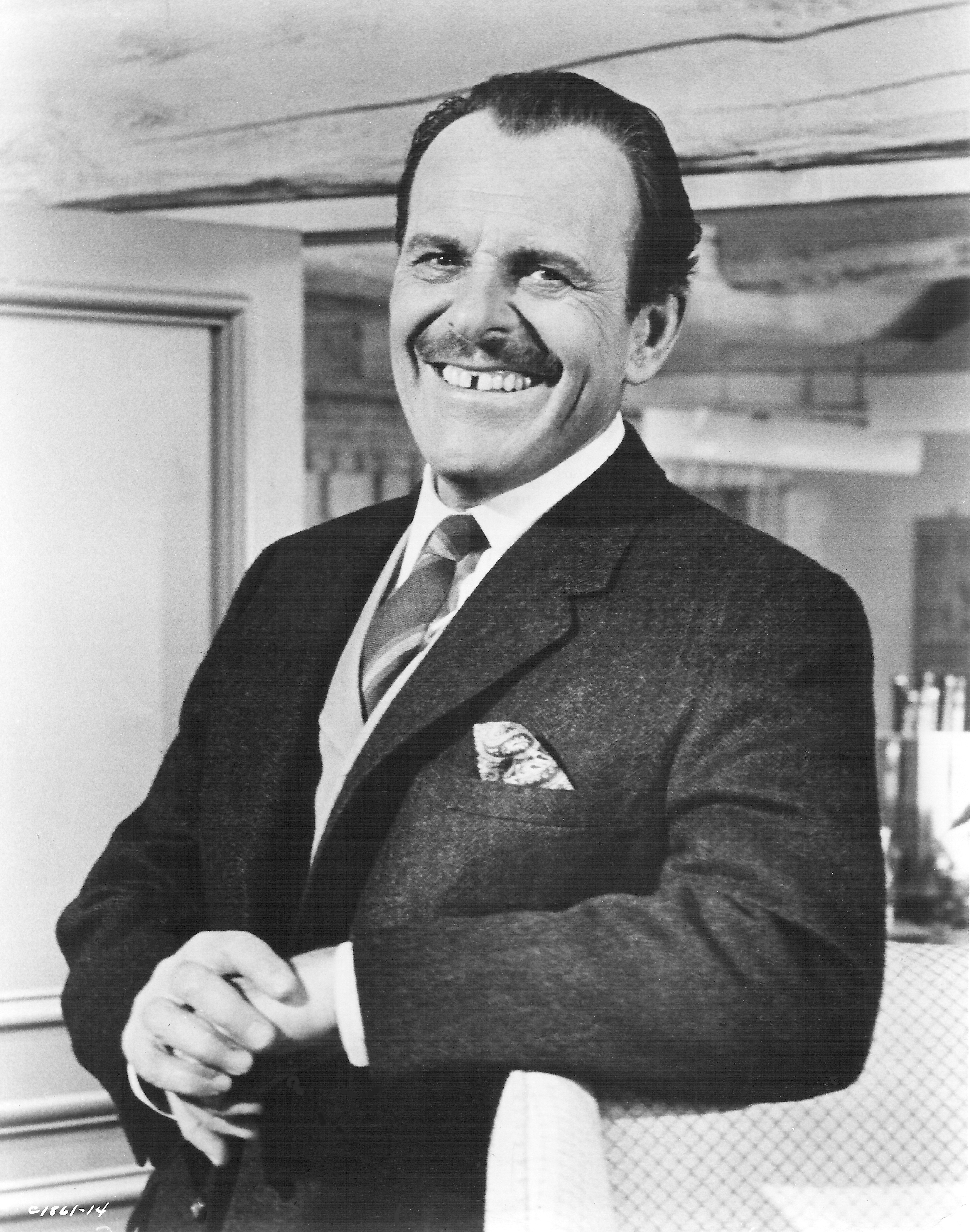
Террі-Томас
Юрій Косач

1 січня — Ернст Куцорра, німецький футболіст, тренер (*1905)
1 січня — Тахі Бонар Сіматупанг, індонезійський військовий і церковний діяч (*1920)
1 січня — Чжуан Юемін, двоюрідна сестра та дружина найбагатшої людини Гонконгу Лі Кашина (*1933)
2 січня — Белькампо, нідерландський письменник-новеліст і медик (*1902)
2 січня — Алан Хейл мол., американський актор і ресторатор (*1921)
2 січня — Хамді Дегірменджіоглу, турецький сценарист (*1918)
4 січня — Альберто Льєрас Камарґо, президент Колумбії (1945—1946, 1958—1962) (*1906)
4 січня — Галія Нігметулліна, татарська театральна актриса (*1907)
4 січня — Хосні Фаріз, йорданський педагог і письменник, міністр освіти (*1907)
5 січня — Артур Кеннеді, американський актор (*1914)
5 січня — Рамеш Бел, індійський режисер і продюсер (*?)
6 січня — Черенков Павло Олексійович, радянський фізик, лауреат Нобелівської премії з фізики 1958 (*1904)
6 січня — Іен Чарлсон, шотландський актор (*1949)
7 січня — Тадеуш Бжезінський, польський громадський і політичний діяч, дипломат (*1896)
8 січня — Террі-Томас, англійський актор і комік (*1911)
8 січня — Хайме Жіл де Бієдма, іспанський письменник (*1929)
9 січня — Джемаль Сурея, турецький поет, письменник і перекладач (*1931)
10 січня — Джульєтта Берто, французька актриса та режисерка (*1947)
10 січня — Кіотака Точінішікі, японський борець сумо, 44-й йокодзуна (*1925)
11 січня — Косач Юрій Миколайович, український поет, прозаїк, драматург, редактор; небіж Лесі Українки та онук її матері Ольги Косач (Олени Пчілки) та Михайла Драгоманова (*1908)
12 січня — Іхсан Абдул Куддус, єгипетський письменник (*1919)
13 січня — Авраам Офек, ізраїльський художник і скульптор (*1935)
14 січня — Джеймс Артур Вільямс, американський торговець антикваріатом і охоронець історичних пам'яток (*1930)
14 січня — Сабрі Діно, турецький футболіст (*1942)
14 січня — Стен-Оке Седерхьок, шведський артист ревю, комік і актор (*1913)
15 січня — Вільям О'Ніл, американський інформатор ФБР, який проник у чиказьке відділення партії «Чорна пантера» (*1949)
15 січня — Гордон Джексон, шотландський актор (*1923)
15 січня — Хода Бакш, бангладешський художник і композитор (*1928)
15 січня (або 30 січня) — Росс Гілл, американський актор (*1973)
17 січня — Шарль Ерню, французький політик та державний діяч, міністр оборони Франції (1981—1985) (*1923)
17 січня — Самудра Хан Самудра, пакистанський письменник, дослідник, поет і перекладач мовою пушту (*1901)
17 січня — Фахмі Абдель Хамід, єгипетський режисер (*1939)
17 січня — Ян Янчу, китайський християнський протестанський діяч, педагог, політичний активіст (*1890)
18 січня — Мелані Епплбі, англійська співачка (*1966)
18 січня — Расті Гамер, американський актор (*1947)
19 січня — Альдо Гуччі, голова Gucci з 1953 по 1986 р.; старший син Гуччо Гуччі (*1905)
19 січня — Герберт Венер, німецький політик, член КПН і СДПН (*1906)
19 січня — Печерський Олександр Аронович, офіцер Червоної армії, керівник повстання у концтаборі «Собібор» (*1909)
19 січня — Чандра Мохан Раджніш, індійський містик, засновник духовного вчення, професор філософії (*1931)
19 січня — Артур Голдберг, американський державний діяч і юрист (*1908)
19 січня — Афзал Шамов, татарський письменник, перекладач, голова Спілки письменників Татарстану (*1901)
20 січня — Барбара Стенвік, американська акторка театру, кіно й телебачення, модель та сценаристка (*1907)
20 січня — принц Нарухіко Хіґасікуні, представник однієї з молодших гілок японської імператорської родини, прем'єр-міністр Японії у 1945 р. (*1887)
20 січня — Хайда, іранська актриса і співачка (*1942)
21 січня — Махмуд Намджу, іранський важкоатлет (*1918)
21 січня — Дурга Лал, індійський танцівник катгак (*1948)
22 січня — Маріано Румор, прем'єр-міністр Італії з 1968 по 1970 і з 1973 по 1974 рр. (*1915)
22 січня — Джорджо Капроні, італійський поет, літературний критик, перекладач і письменник (*1912)
23 січня — Аллен Коллінз, американський гітарист (*1952)
24 січня — Медж Белламі, американська акторка, зірка німого кінематографу США 1920-х (*1899)
24 січня — Холодний Петро Петрович, український еміграційний митець, переважно маляр та графік (*1902)
24 січня — Мухаммад Джуман, пакистанський співак (*1935)
25 січня — Ава Гарднер, американська акторка, одна з найяскравіших зірок Голлівуду 1940-х і 1950-х (*1922)
25 січня — Дамасо Алонсо, іспанський поет, філолог і літературний критик (*1898)
26 січня — Льюїс Мамфорд, американський історик, соціолог і філософ техніки (*1895)
27 січня — Адріана де Олівейра, бразильська модель (*1969)
27 січня — Едо Акемі, японський музикант (*1953)
28 січня — Зеєв Берлінський, ізраїльський актор театру та кіно, ресторатор, театральний діяч (*1911)
29 січня — Майтреї Деві, індійська поетеса і прозаїк (*1914)
31 січня — Анжум Азмі, пакистанський поет і критик мовою урду (*1931)
31 січня — Муаммер Аксой, турецький юрист, політик і письменник (*1917)
31 січня — Рашад Халіфа, єгипетсько-американський біохімік, імам, кораніст (*1935)

## Лютий

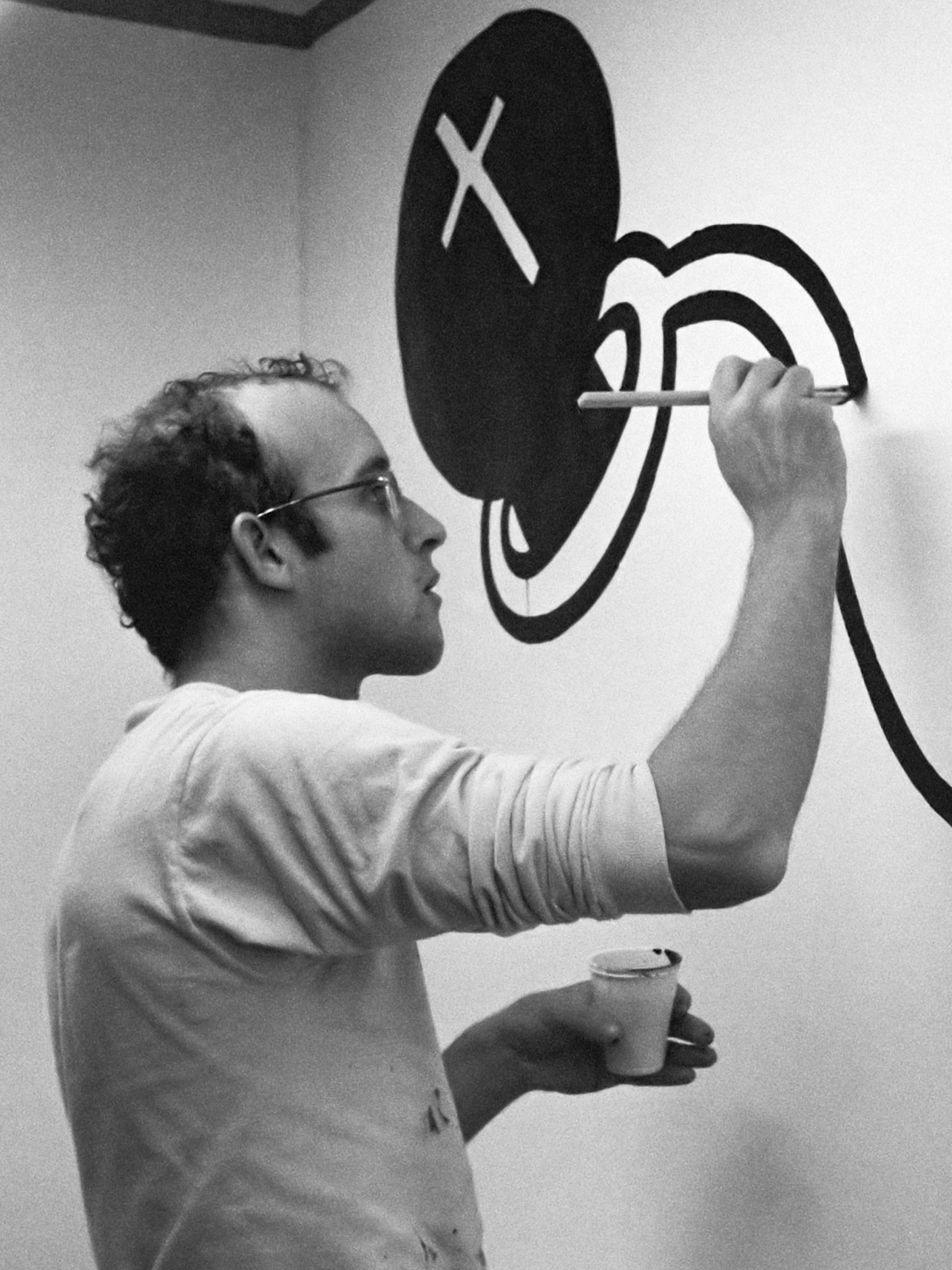
Кіт Гарінґ
Володимир Щербицький
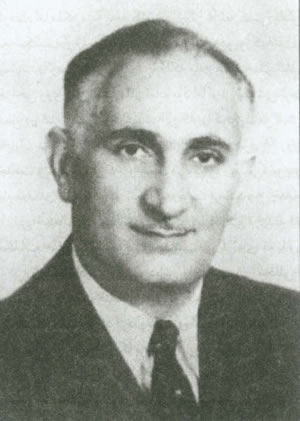
Хабібулла Сабіт

1 лютого — Альошков Сергій Андрійович, учасник Німецько-радянської війни, наймолодший захисник Сталінграду (*1936)
1 лютого — Лауріц Фальк, норвезько-шведський актор, режисер, співак і художник (*1909)
1 лютого — Назір Ахмед, бенгальський режисер і кінодіяч (*1925)
1 лютого — Ядвіга Вайсовна, польська легкоатлетка (*1912)
2 лютого — Пауль Арісте, естонський вчений-мовознавець (*1905)
2 лютого — Енріко де Педіс, італійський мафіозі (*1954)
3 лютого — Сельський Роман Юліанович, український художник-імпресіоніст (*1903)
3 лютого — Нісім Азікрі, ізраїльський актор театру та кіно, сценарист і художник (*1939)
3 лютого — Феліче Кьюзано, італійський співак і барабанщик (*1922)
4 лютого — Берта Карлік, австрійська вчена-фізик, перша жінка-професор Віденського університету (*1904)
4 лютого — Жлуктенко Юрій Олексійович, український мовознавець, педагог, перекладач, професор (*1915)
4 лютого — Чапленко Василь Кирилович, українсько-американський письменник, драматург, літературо- і мовознавець, критик, редактор, дійсний член УВАН та НТШ (*1900)
4 лютого — Мегді Вахба, єгипетський актор (*1944)
4 лютого — Тома Бебич, хорватський художник (*1935)
4 лютого — Чан Док, південнокорейська співачка, авторка пісень, композиторка і продюсерка (*1961)
5 лютого — Сумейра Чакир, турецька співачка народної музики (*1946)
6 лютого — Акао Сатосі, японський ультраправий політик (*1899)
6 лютого — Джон Мерівейл, британський театральний актор канадського походження (*1917)
7 лютого — Алан Перліс, американський вчений в галузі інформатики (комп'ютерних наук), перший лауреат Премії Тюрінга (*1922)
7 лютого — Станіслав Ґавлік, польський актор (*1925)
7/10 лютого — Пак Те Сон, південнокорейський релігійний діяч, засновник псевдорелігії Чхонбуґьо (*1917)
8 лютого — Дел Шеннон, американський вокаліст, гітарист, композитор, автор текстів, продюсер (*1934)
8 лютого — Каталін Караді, угорська акторка, співачка, праведниця народів світу (*1910)
8 лютого — Джордж де Местраль, швейцарський інженер-електрик, який винайшов застібку-липучку (*1907)
8 лютого — Кассіус Марцелл Клей ст., американський художник і музикант, батько боксера Мухаммеда Алі (*1912)
8 лютого — Наві Ісмаїл, індонезійський режисер (*1918)
8/9 лютого — Мар'ям Рахманкулова, татарська співачка, оперна артистка, композиторка, громадська діячка (*1901)
10 лютого — Деван Мохаммад Ідріс, бангладешський політик (*1920)
11 лютого — Бєляєв Володимир Павлович, радянський письменник-пропагандист українського походження (*1909)
12 лютого — Ненад Радулович, сербський та югославський рок-музикант (*1959)
13 лютого — Абу Джафар Мохаммад Салех, бангладешський ісламський релігійний діяч (*1915)
13 лютого — Ізабель Рібейро, бразильська акторка (*1941)
14 лютого — Людек Чайка, чехословацький хокеїст (*1963)
14 лютого — Тоні Голідей, німецький виконавець пісень і композитор (*1951)
14 лютого — Джин Воллес, американська теле- та кіноактриса (*1923)
14 лютого — Мішель Драх, французький режисер (*1930)
14 лютого — Явуз Танер, турецький композитор, диригент, автор пісень і співак (*1949)
15 лютого — Генрі Брендон, американський актор (*1912)
15 лютого — Франс Келлендонк, нідерландський письменник, англіст і перекладач (*1951)
16 лютого — Кіт Гарінґ, американський художник, скульптор та громадський діяч (*1958)
16 лютого — Щербицький Володимир Васильович, український радянський партійний і державний діяч, перший секретар ЦК КПУ (1972—1989) (*1918)
16 лютого — Нурул Момен, бангладешський професор, педагог, драматург, режисер, прозаїк, перекладач, поет (*1908)
17 лютого — Естаніслао Зулета, колумбійський філософ, письменник і педагог (*1935)
18 лютого — Тор Іседал, шведський актор (*1924)
19 лютого — Майкл Лейтам Пауелл, британський кінорежисер, сценарист та продюсер (*1905)
19 лютого — Януш Палушкевич, польський актор (*1912)
20 лютого — Лютеро Луїс, бразильський актор (*1931)
20 лютого — Хабібулла Сабіт, іранський бізнесмен, промисловець і підприємець (*1903)
21 лютого — Зограбай Амбалевалі, індійська співачка (*1918)
21 лютого — Петер Ердеш, угорський юрист, менеджер і один із лідерів світу угорської поп-музики свого часу (*1925)
21 лютого — Фатух аль-Салман аль-Сабах, дружина п'ятнадцятого еміра Кувейту шейха Сабаха аль-Ахмеда аль-Джабера ас-Сабаха (*1931)
22 лютого — Карі Зубайд Расул, пакистанський читач поезії наат (*1954)
23 лютого — Джеймс Моріс Гевін, американський воєначальник, генерал-лейтенант армії США, учасник Другої світової війни (*1907)
23 лютого — Самойлов Давид Самійлович, радянський російський поет і перекладач (*1920)
23 лютого — Хак Наваз Джангві, пакистанський сунітський релігійний учений, оратор (*1952)
23 лютого — Хосе Наполеон Дуарте, президент Сальвадору (1984—1989) (*1925)
24 лютого — Айна Ерландер, шведська викладачка і дружина прем'єр-міністра Швеції Таге Ерландера (*1902)
24 лютого — Алессандро Пертіні, президент Італії (1978—1985) (*1896)
24 лютого — Джонні Рей, американський співак, автор пісень і піаніст (*1927)
24 лютого — Малкольм Форбс, американський підприємець і політик, видавець журналу Forbes (*1919)
24 лютого — Тоні Конільяро, американський бейсболіст (*1945)
26 лютого — Акрам Ельха Абаді, індійський письменник мовою урду (*1923)
26 лютого — У Чжун, китайський комуністичний політик і генерал (*1921)
27 лютого — Ахмед Муніб, єгипетський нубійський співак і композитор (*1926)
27 лютого — принц Нгуєн Фук Буу Лок, прем'єр-міністр В'єтнаму в 1954 р., правнук короля Мінь Манг (*1914)
28 лютого — Гревілл Вінн, британський шпигун у СРСР, відомий як зв'язковий з полковником ГРУ ГШ МО СРСР Олегом Пеньковським (*1919)
28 лютого — Корнель Філіпович, польський прозаїк, сценарист і поет (*1913)
28 лютого — Салім Башол, турецький юрист (*1905)

## Березень

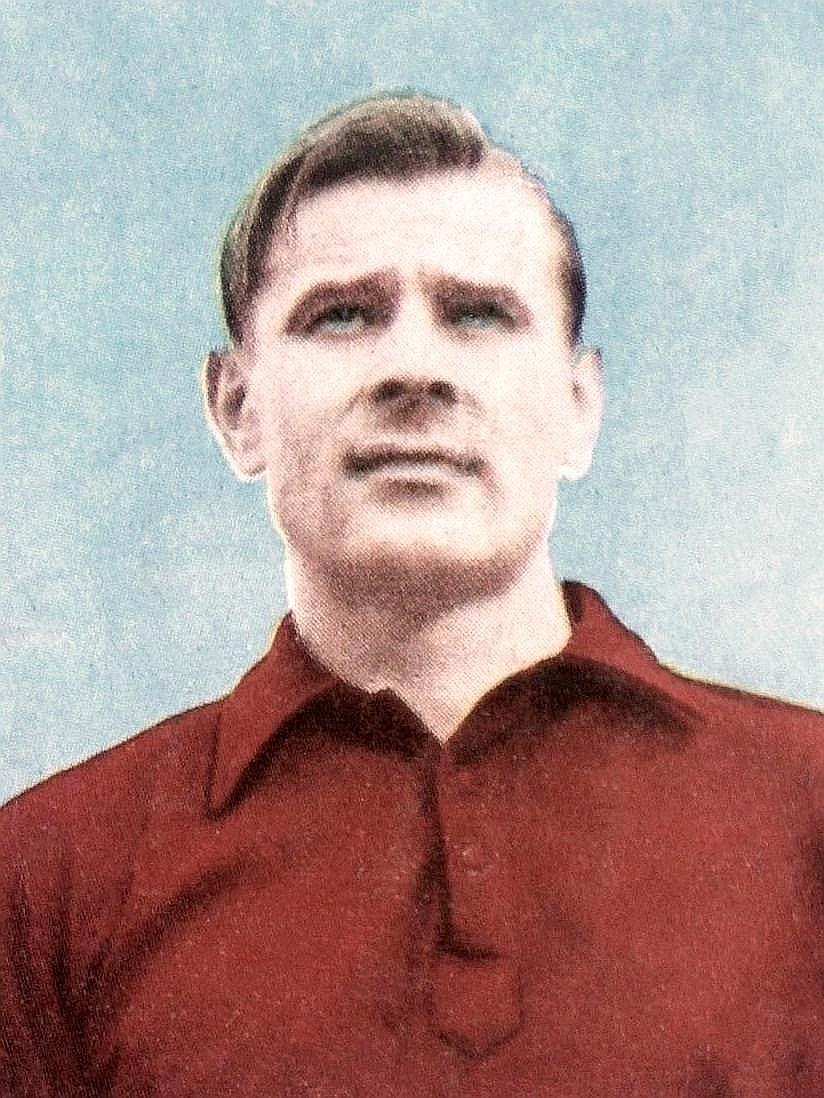
Лев Яшин
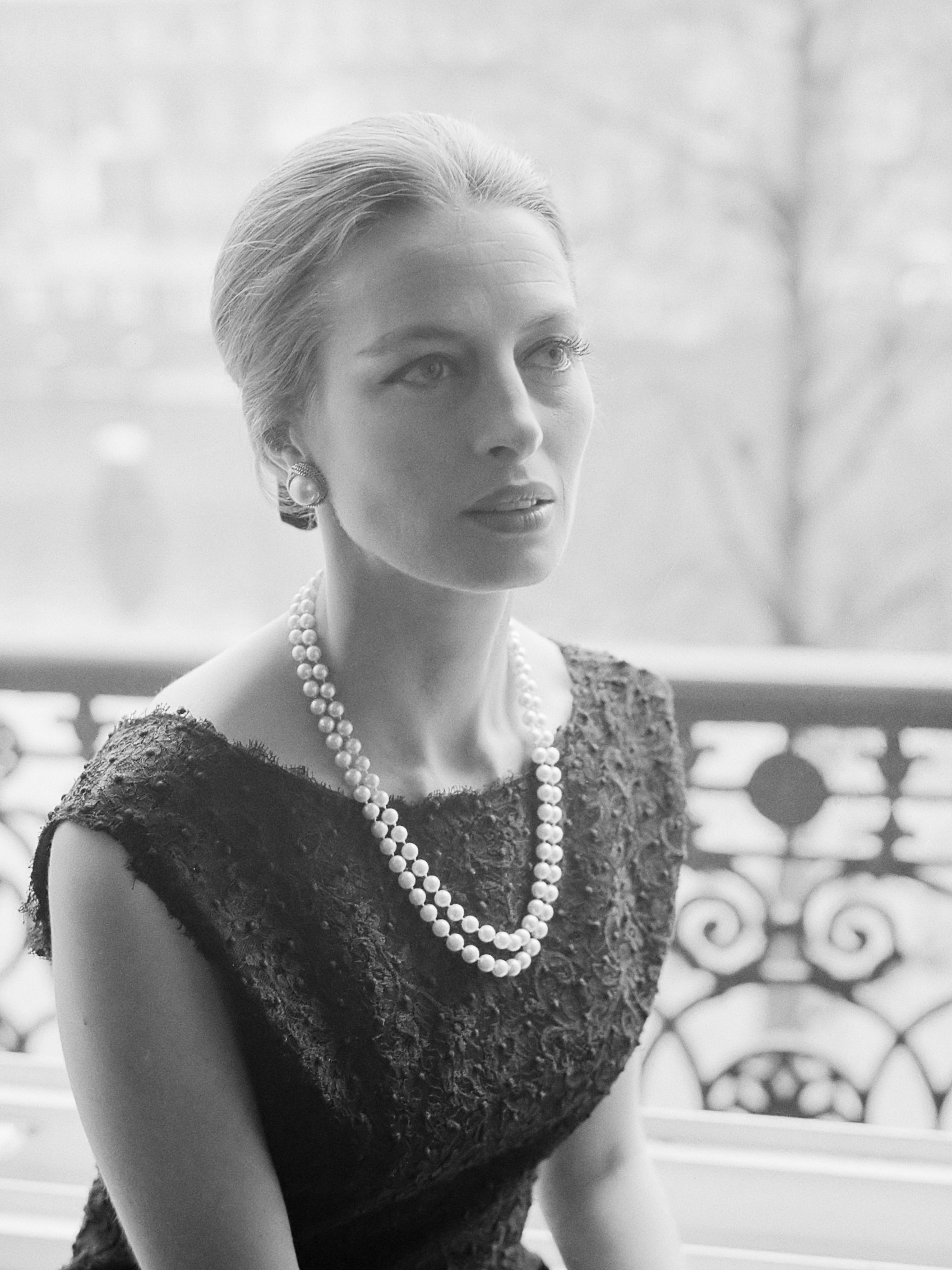
Капучіне

1 березня — Г.А. Маннан, бангладешський танцюрист і хореограф (*1930)
3 березня — Шарлотта Мур-Сіттерлі, американська фізикиня і астрофізикиня (*1898)
3 березня — Брюс Лоу, голландський поп- та госпел-співак і актор (*1913)
4 березня — Маргелов Василь Пилипович, радянський воєначальник, генерал армії, Командувач повітряно-десантних військ Радянського Союзу, Герой Радянського Союзу (*1908)
4 березня — Хенк Ґезерс, американський баскетболіст (*1967)
5 березня — Едмунд Конен, німецький футболіст, тренер (*1914)
5 березня — Гарі Меррілл, американський актор кіно та телебачення (*1915)
5 березня — Глорія Картер Спанн, американська мотоциклістка та активістка (*1926)
5 березня — Цай Ашін, тайванська лікарка-гінеколог (*1899)
6 березня — Каґава Таро, японський футболіст (*1922)
6 березня — Арто Сотавалта, фінський співак шлягерів (*1950)
6 березня — Мала, пакистанська співачка (*1939)
7 березня — Луїс Карлус Престіс, бразильський військовик та політик-комуніст (*1898)
7 березня — Аліція Мігулянка, польська акторка (*1932)
7 березня — Четін Емеч, турецький журналіст (*1935)
8 березня — Карін Кавлі , шведська акторка і театральна режисерка (*1906)
8 березня — Томаш Голі, чеський актор-дитина (*1968)
11 березня — Оронцо Пульєзе, італійський футболіст, тренер (*1910)
12 березня — Філіпп Супо, французький поет, прозаїк, драматург та есеїст (*1897)
13 березня — Бруно Беттельхайм, австрійський психолог, учений, інтелектуал і письменник, який провів більшу частину кар'єри в Сполучених Штатах (*1903)
13 березня — Грем Мартін, американський дипломат (*1912)
13 березня — Хуан Антоніо Вальєхо-Нагера, іспанський психіатр і письменник (*1926)
15 березня — Том Хармон, американський професійний футболіст, військовий пілот, актор і спортивний диктор (*1919)
15 березня — Фарзад Базофт, іранський журналіст, який оселився у Великій Британії в середині 1970-х років (*1958)
17 березня — Капучіне, французька кіноакторка, модель (*1928)
17 березня — Мохамед Латіф, єгипетський футболіст, тренер (*1909)
17 березня — Рік Греч, британський рок-музикант (*1946)
17 березня — Сера де Кроон, нідерландський нацист і військовий злочинець (*1916)
18 березня — Гуфран Двіпаяна, індонезійський телережисер (*1932)
18 березня — Закаріас, бразильський актор, комік, співак і радіоведучий (*1934)
19 березня — Ендрю Вуд, американський музикант (*1966)
19 березня — Абдур Рахім, бангладешський політик, юрист та борець за свободу (*1933)
19 березня — Алія аль-Туніс, туніська співачка і художниця (*1936)
19 березня — Насер Собхані, іранський сунітський учений і один з лідерів Братів-мусульман в Іранському Курдистані в період після Ісламської революції (*1951)
20 березня — Яшин Лев Іванович, радянський футболіст; найкращий воротар в історії футболу за версією Міжнародної федерації футбольної історії і статистики (IFFHS) (*1929)
20 березня — Віктор Ротшильд, 3-й барон Ротшильд, британський вчений, офіцер розвідки під час Другої світової війни, згодом старший керівник у Royal Dutch Shell і NM Rothschild & Sons; член родини Ротшильдів (*1910)
20 березня — Юй Фенчжі, дочка китайського бізнесмена Юй Вендоу та перша дружина маршала Чжан Сюеляна (*1897)
21 березня — Мохаммад Сахіуддін, бангладешський політик і борець за свободу (*1923)
22 березня — Джеральд Булл, канадський інженер (*1928)
22 березня — Бернардо Харамільо Осса, колумбійський політик (*1955)
22 березня — Яздані Джаландгрі, пакистанський поет, письменник-фантаст, перекладач, критик і журналіст мовою урду (*1915)
23 березня — Джап Ван Куонг, командувач ВМС В'єтнамської народної армії, адмірал (*1921)
23 березня — Сусуму Фудзіта, японський актор (*1912)
24 березня — Аліса Сапріч, французька актриса і співачка вірменського походження (*1916)
24 березня — Ван Ань, китайсько-американський вчений у галузі комп'ютерних наук (*1920)
26 березня — Голстон, американський модельєр (*1932)
26 березня — Манібен Патель, індійська активістка руху за незалежність та політикиня (*1903)
28 березня — Мухаммад Касім Машурі, пакистанський мусульманський суннітський вчений (*1898)
29 березня — Адоор Бхасі, індійський актор (*1927)

## Квітень

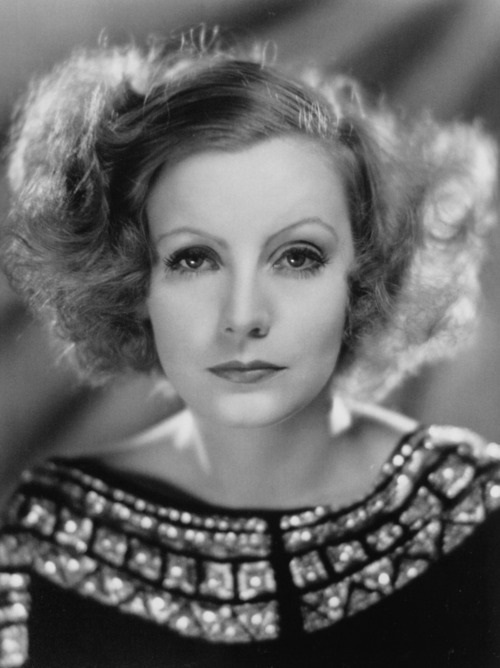
Грета Гарбо
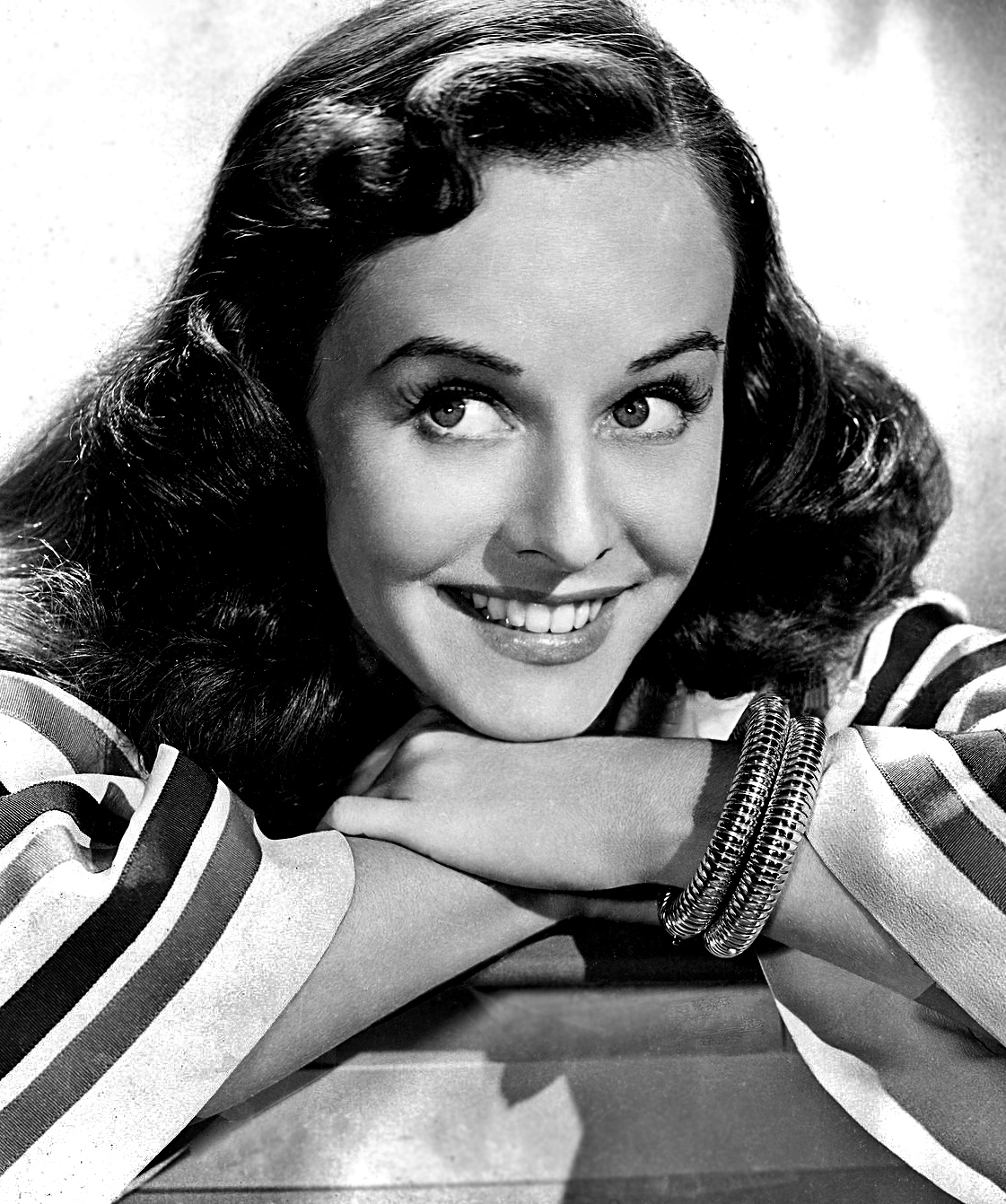
Полетт Годдар
Соня Мамеде
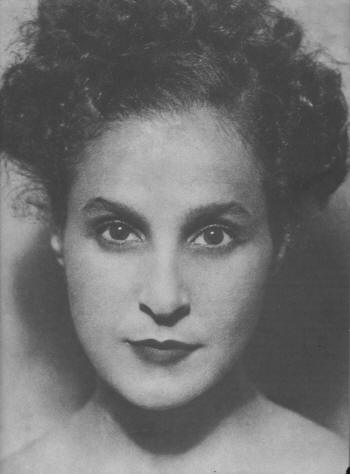
Браха Ціпіра
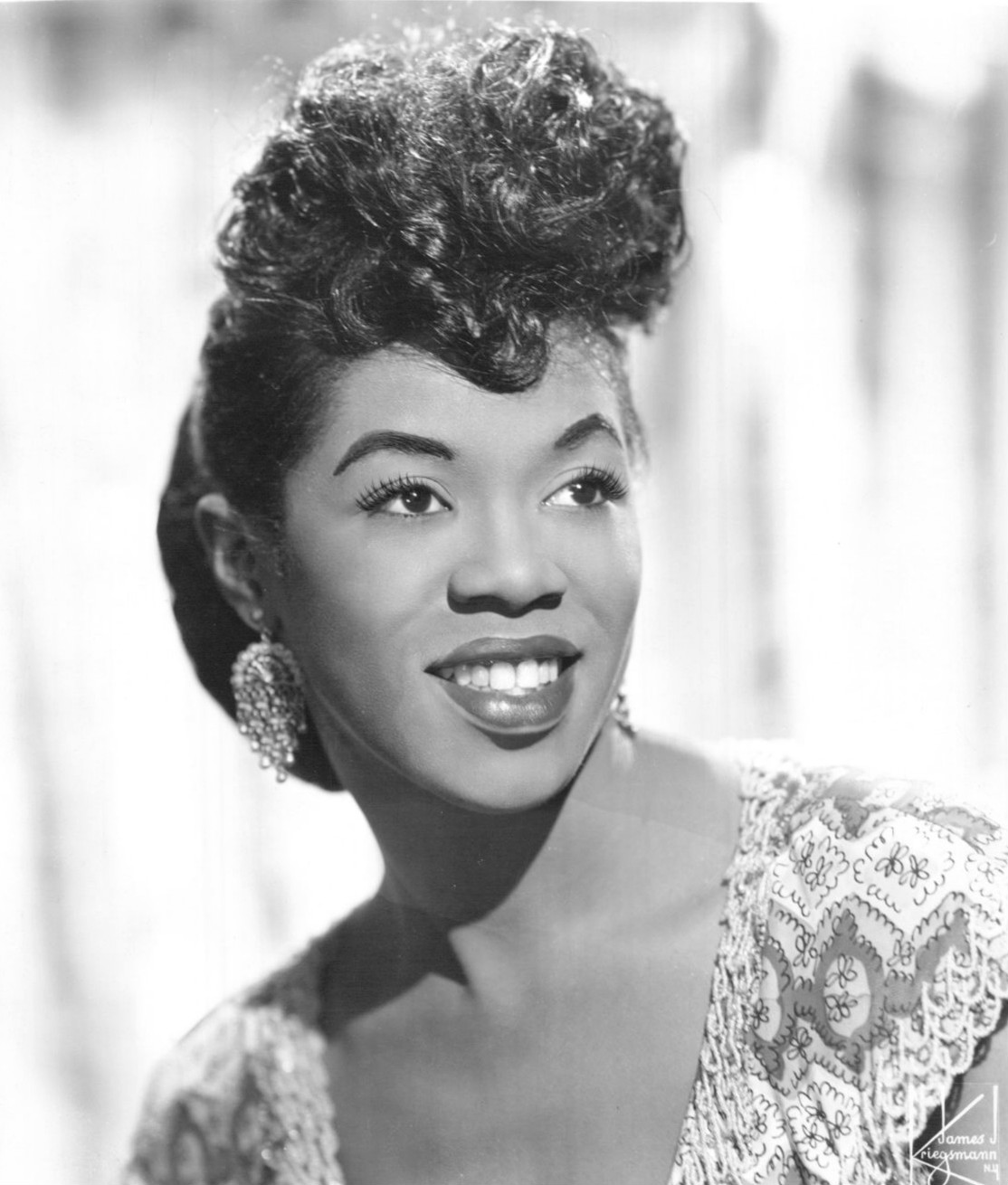
Сара Вон

1 квітня — Карлос Пеусельє, аргентинський футболіст (*1908)
1 квітня — Браха Ціпіра, ізраїльська співачка (*1910)
2 квітня — Альдо Фабріці, італійський актор, кінорежисер, сценарист та комік (*1905)
3 квітня — Сара Вон, афроамериканська джазова співачка (*1924)
5 квітня — Карстен Берінг, норвезький актор (*1918)
6 квітня — Б.Т. Ранадіве, індійський політик і комуністичний лідер (*1904)
6 квітня — Гавхар Камалова, татарська артистка драми (*1922)
6 квітня — Шекхар Чаттопадхяй, бенгальський драматург, режисер і актор (*1924)
6 квітня — Ян Цзіньхуей, тайванський експерт з електроенергетики та чиновник (*1923)
7 квітня — Роналд Еванс, американський морський офіцер і льотчик, інженер, астронавт НАСА (*1933)
8 квітня — Раян Вайт, американський підліток, обличчя якого з'явилось на плакатах щодо ВІЛ/СНІДу в США (*1971)
8 квітня — Беллан Рус, шведська акторка (*1901)
9 квітня — Мікіо Наріта, японський актор (*1935)
10 квітня — Такаджі Сівашанкар Піллай, індійський малаяламський письменник-фантаст (*1912)
11 квітня — Івар Лу-Юганссон, шведський письменник (*1901)
11 квітня — Кулагіна Нінель Сергіївна, радянська жінка, яка заявляла, що володіє телекінезом та іншими аномальними здібностями (*1926)
11 квітня — Маргарет Карнеґі Міллер, дочка та нащадок промисловця та філантропа Ендрю Карнеґі та Луїзи Вітфілд (*1897)
11 квітня — Нола Тілар, індонезійська співачка (*1959)
12 квітня — Луїс Тренкер, південнотирольський альпініст, актор, режисер і письменник (*1892)
13 квітня — Діденко Василь Іванович, український поет, журналіст (*1937)
14 квітня — Ахмед Белафрей, прем'єр-міністр Марокко у 1958 р. (*1908)
14 квітня — Картіні Маноппо, п'ята дружина президента Індонезії Сукарно (*1931)
14 квітня — Маріо Фрусталупі, італійський футболіст і спортивний менеджер (*1942)
14 квітня (зник безвісти) — Ален Кан, французький співак (*1944)
15 квітня — Грета Гарбо, шведська та американська акторка, популярна в епоху німого кіно й «золотої доби» Голлівуду (*1905)
15 квітня — Хассанейн Мухаммад Махлуф, муфтій Єгипту (1946—1950, 1952—1954) (*1890)
16 квітня — Анна Філіп, французька письменниця, режисерка та етнологиня (*1917)
16 квітня — Норма Санґер, індонезійська співачка, актриса (*1934)
16 квітня — Ремігіо Мендібуру, баскський скульптор (*1931)
16 квітня — Слім Кіт, американська світська левиця та ікона моди 1950-х і 1960-х (*1917)
17 квітня — Вітольд Локуцєвський, польський військовий льотчик, винищувач-ас часів Другої світової війни (*1917)
17 квітня — Ральф Абернаті, американський борець за громадянські права та баптистський служитель (*1926)
18 квітня — Горі Герреро, мексикансько-американський професійний борець (*1921)
19 квітня — Полтава Леонід Едвардович, український поет, громадський діяч в Райхскомісаріаті Україна і таборах українців у Німеччині, журналіст, драматург, редактор (*1921)
19 квітня — Філіппов Сергій Миколайович, радянський актор театру і кіно (*1912)
20 квітня — Горст Сіндерманн, комуністичний німецький політик і один із лідерів Східної Німеччини в 1970-х (*1915)
22 квітня — Альберт Салмі, американський актор (*1928)
22 квітня — Ашраф Сабохі, пакистанський письменник, журналіст і перекладач (*1905)
22 квітня — Франка Раймонді, італійська співачка (*1932)
23 квітня — Полетт Годдар, американська акторка, модель, кінопродюсерка (*1910)
23 квітня — Чарлі Вілсон, англійський злочинець (*1932)
24 квітня — Казем Раджаві, іранський політик, дипломат (*1934)
24 квітня — Чон Мон Ву, південнокорейський бізнесмен (*1945)
25 квітня — Декстер Гордон, американський джазовий тенор-саксофоніст (*1923)
25 квітня — Соня Мамеде, бразильська актриса (*1936)
26 квітня — Карлос Пісарро Леонгомес, колумбійський партизан і політик (*1951)
27 квітня — Муршид Саад Аль-Батхал Аль-Рашиді, кувейтський набатейський поет (*1908)
30 квітня — Маріо Піцціоло, італійський футболіст (*1909)
30 квітня — Запу Фізо, націоналістичний лідер народу Нага (*1904)
30 квітня — Йосітака Каваї, японський кінорежисер і режисер (*1947)

## Травень

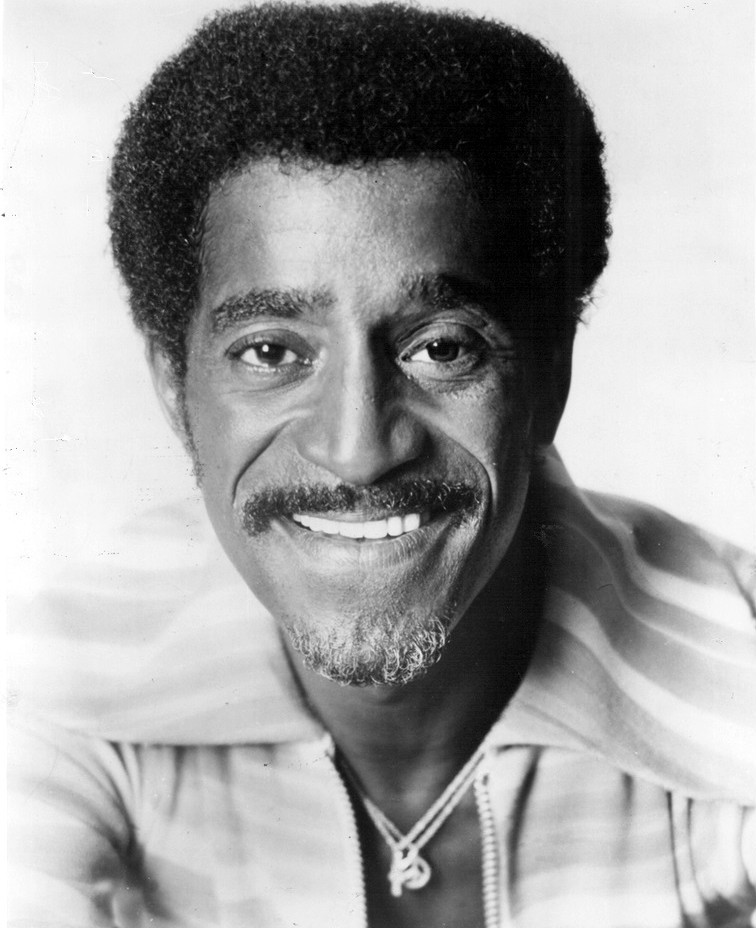
Семмі Девіс мол.
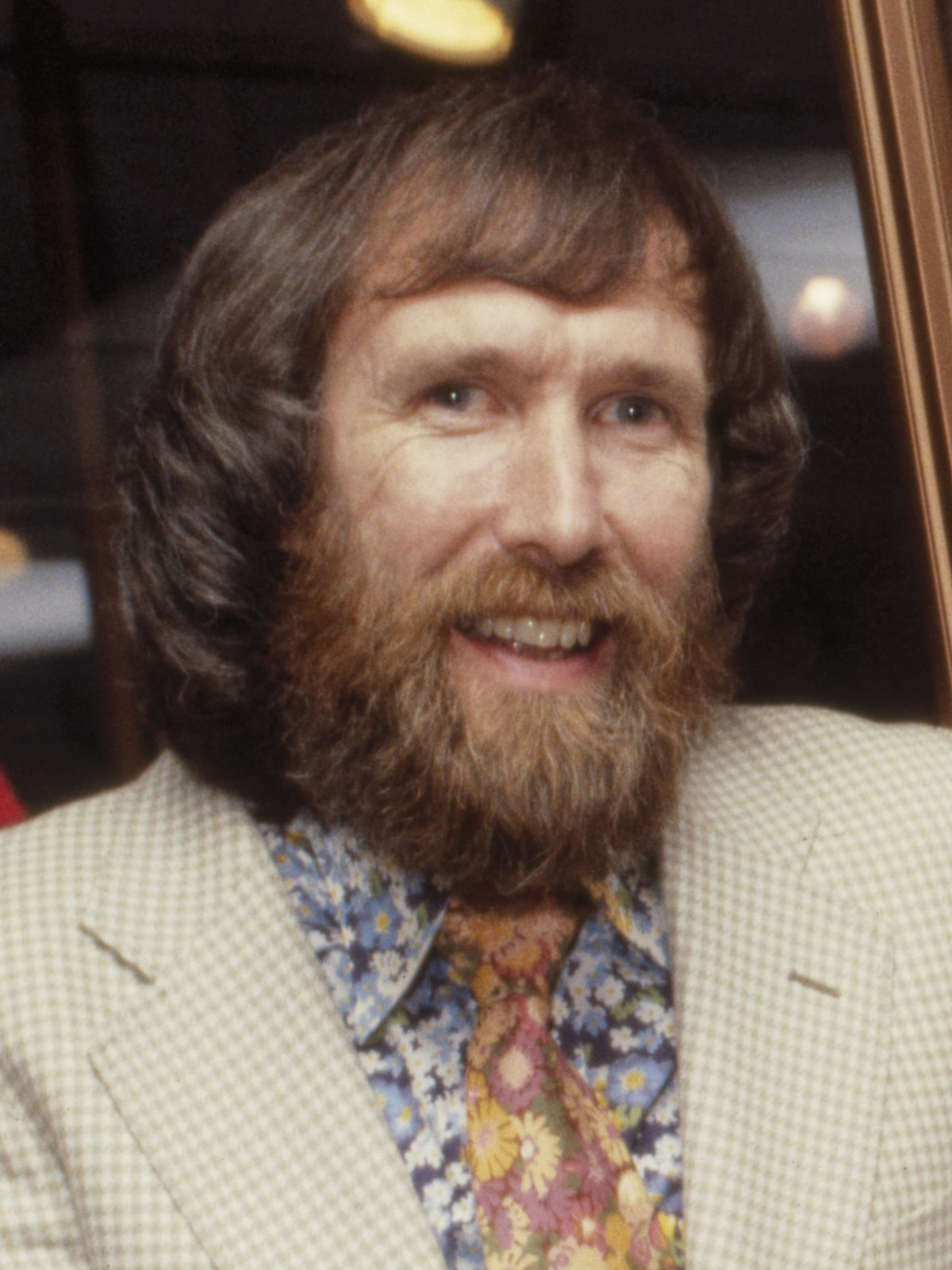
Джим Генсон
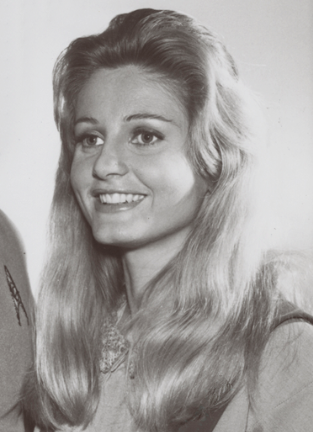
Джилл Айрленд
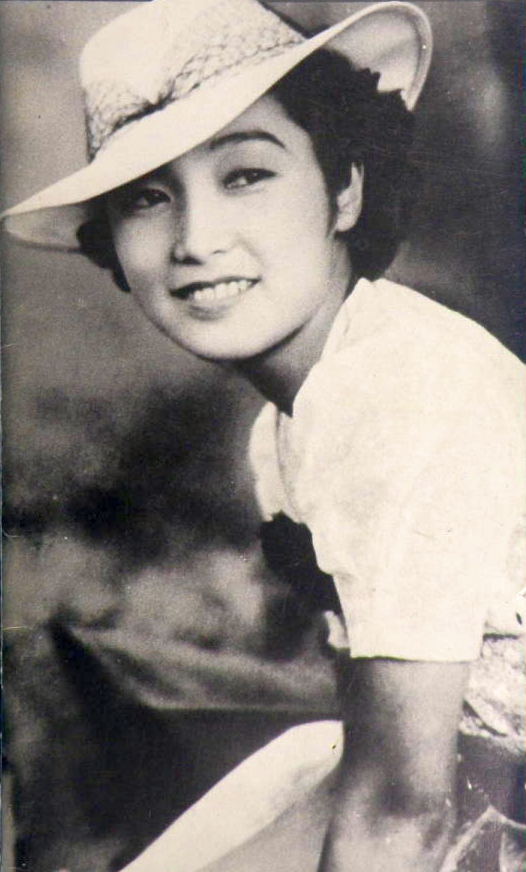
Міеко Такаміне
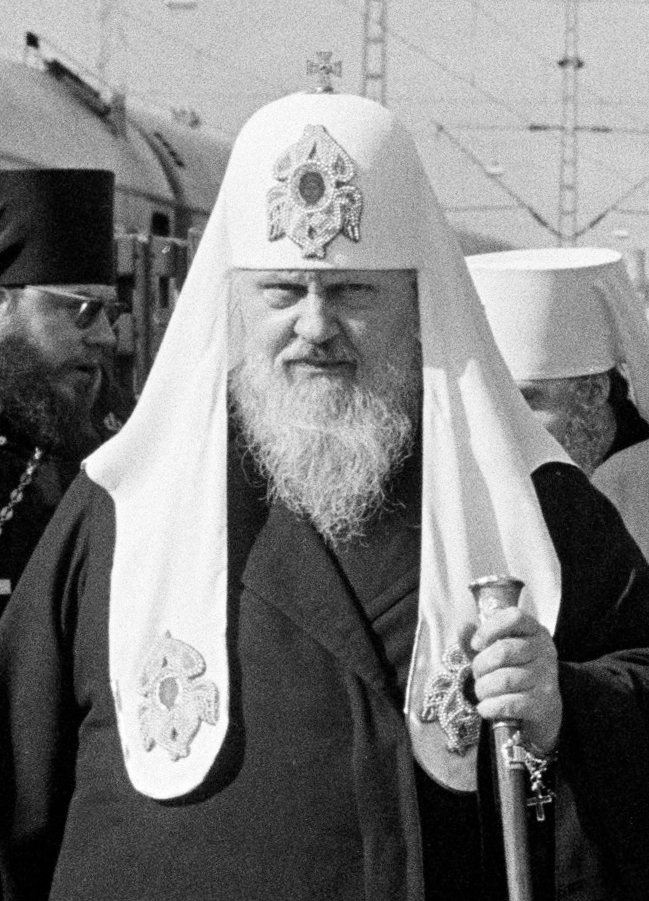
Патріарх Пимен
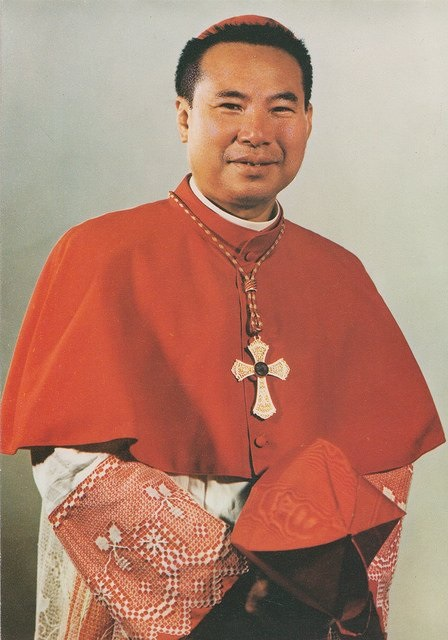
Джузе Марія Трінь Ван Кан
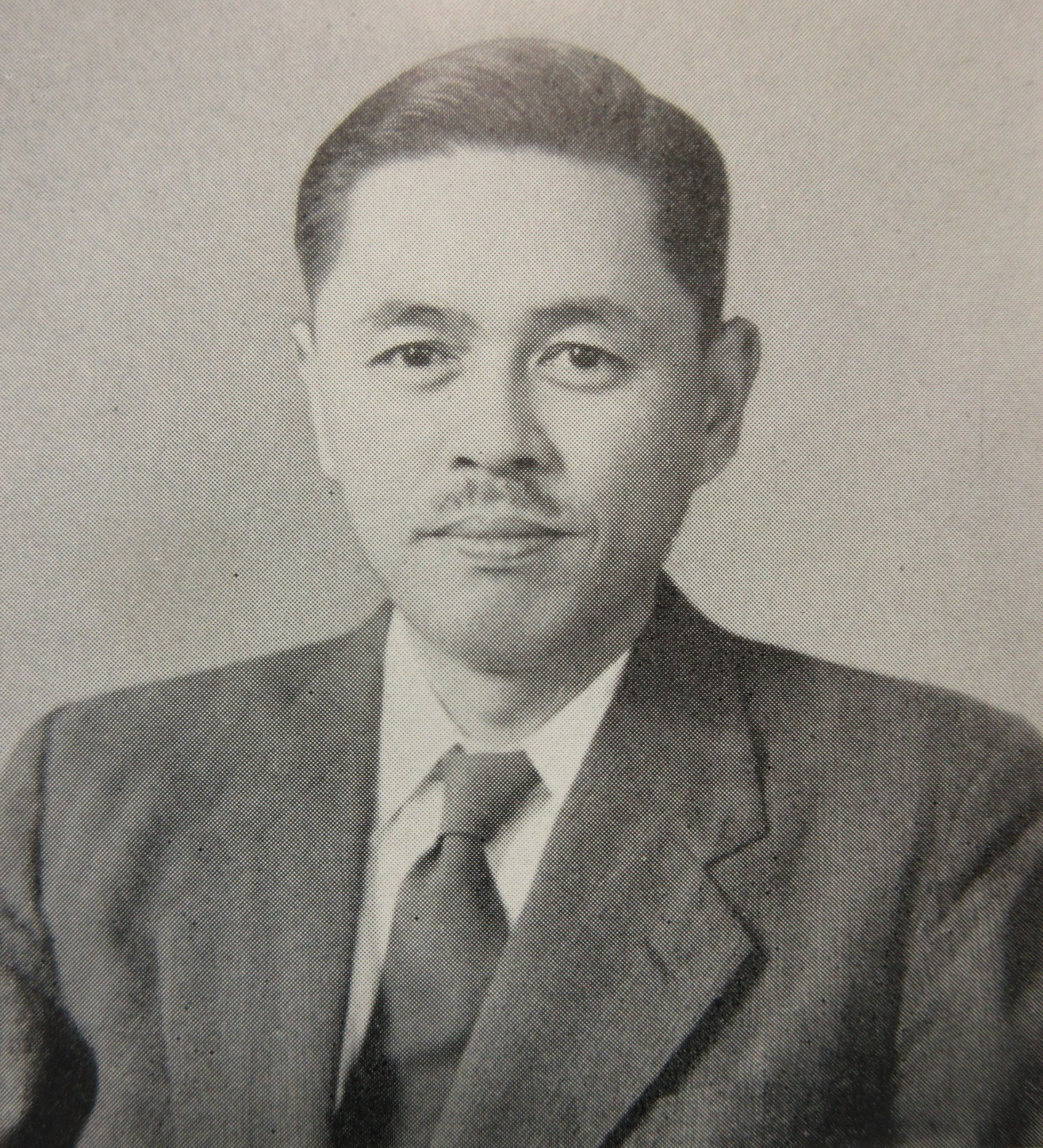
Оно Таїті

1 травня — Джалма Діас, бразильський футболіст (*1939)
1 травня — Зе Тріндаде, бразильський актор, музикант, поет і комік (*1915)
1 травня — Сарвананд Каул Премі, індійський кашміромовний поет, журналіст, учений і борець за свободу (*1924)
2 травня — Девід Раппапорт, англійський актор з ахондроплазією (карликовістю) (*1951)
3 травня — Ву Дінь Хуінь, в'єтнамський політик (*1905)
3 травня — Шотаро Ікенамі, японський письменник (*1923)
3 травня — Пимен, Патріарх Московський і всієї Русі з 1971 р. (*1910)
4 травня — Джессі Таферо, американський злочинець (*1946)
6 травня — Геллер Еммануїл Савелійович, радянський актор театру і кіно (*1898)
6 травня — Міяґава Фуміко, дочка засновника Китайської Республіки Сунь Ятсена (*1906)
6 травня — Равхія Халед, єгипетська актриса (*1918)
7 травня — Андрій Югославський, принц королівства Югославія (*1929)
7 травня — Елізет Кардозо, бразильська співачка (*1920)
8 травня — Луїджі Ноно, італійський композитор (*1924)
10 травня — Вокер Персі, американський письменник (*1916)
10 травня — С'юзен Олівер, американська актриса, телережисерка, льотчиця і письменниця (*1932)
11 травня — Венедикт Васильович Єрофеєв, російський письменник і радянський дисидент (*1938)
12 травня — Білл Буфаліно, американський адвокат (*1918)
12 травня — Кириленко Андрій Павлович, радянський партійний діяч (*1906)
12 травня — Чень Цзяньмінь, китайсько-японський шеф-кухар (*1912/1919)
14 травня — Рафік Хавар, пакистанський дослідник, поет, критик, лінгвіст і перекладач (*1908)
14 травня — Франклін Сілз, американський актор (*1929)
16 травня — Алія Сіротанович, югославський шахтар боснійського походження (*1914)
16 травня — Джим Генсон, американський ляльковик, актор, режисер, сценарист, продюсер; творець телепрограми «Маппет-шоу» (*1936)
16 травня — Аюмі Цучія, японський актор (*1964)
16 травня — Емір Бучацький, польський актор (*1935)
16 травня — Робер Галль, французький поет-пісняр (*1918)
16 травня — Семмі Девіс мол., американський співак, актор, комік і танцюрист (*1925)
17 травня — Рудольф Бреус, австрійський натуропат (*1899)
18 травня — Джилл Айрленд, англійська акторка, співачка та продюсерка (*1936)
18 травня — Джузе Марія Трінь Ван Кан, в'єтнамський кардинал і перекладач Біблії (*1921)
19 травня — Девраха Баба, індійський святий сиддха-йог, відомий як «нестаріючий йог» (*?)
19 травня — Олів Бірн, американка, яка вважається джерелом натхнення для персонажа Диво-жінка (*1904)
21 травня — Хіромі Фудзіяма, японський комедійний актор (*1929)
22 травня — Лін Шухуа, китайська письменниця (*1900)
22 травня — Рокі Граціано, американський професійний боксер і актор (*1919)
23 травня — Аффанді, індонезійський живописець (*1907)
27 травня — Гуннар Ліндквіст, шведський актор і виконавець ревю (*1916)
27 травня — Міеко Такаміне, японська актриса та співачка (*1918)
28 травня — Гула Інна Йосипівна, радянська акторка театру і кіно (*1940)
28 травня — Джорджо Манганеллі, італійський письменник, перекладач, журналіст, літературознавець (*1922)
28 травня — Оно Таїті, японський промисловий інженер і бізнесмен, якого вважають батьком виробничої системи Toyota (*1912)
29 травня — Хуссейн Онн, прем'єр-міністр Малайзії у 1976—1981 рр. (*1922)
30 травня — Вір Бахадур Сінгх, індійський політик (*1935)
31 травня — Драган Лакович, сербський актор і виконавець дитячих пісень (*1929)
31 травня — Юліуш Браун, польський юрист, професор, скаут (*1904)

## Червень

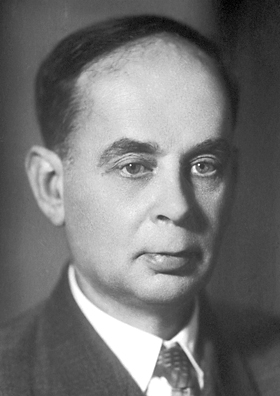
Ілля Франк
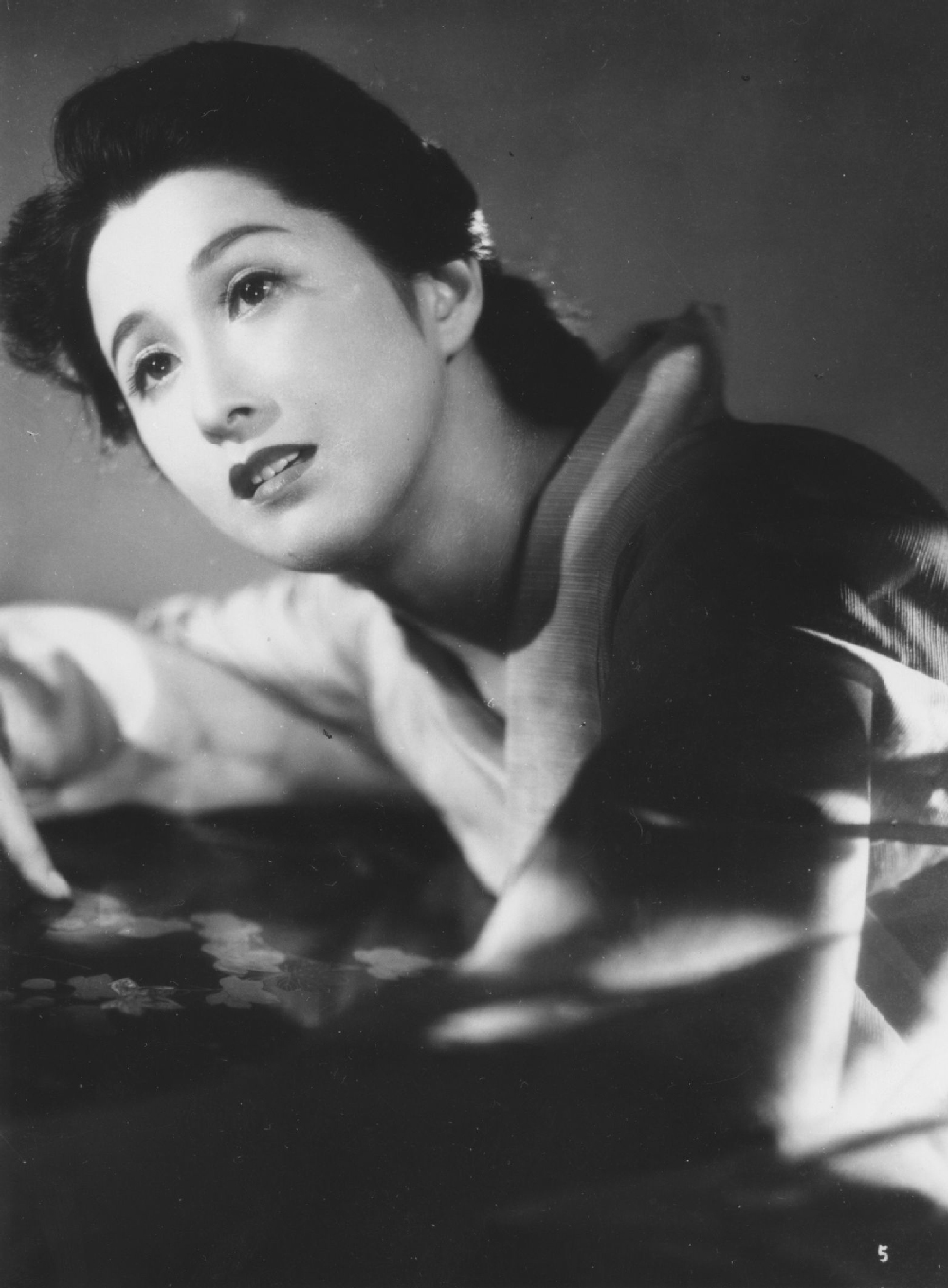
Мічіо Когуре
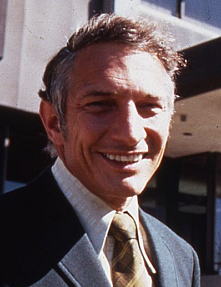
Роберт Нойс

1 червня — Ернст Вільгельм Борхерт, німецький актор і диктор (*1907)
1 червня — Рінго Де Пальма, італійський барабанщик (*1963)
2 червня — Рекс Гаррісон, англійський актор театру та кіно (*1908)
2 червня — Шрірам Шарма, індійський літератор мовою хінді, соціальний реформатор, духовний гуру і борець за свободу (*1911)
2 червня — Ян Молл, польський кардіохірург (*1912)
3 червня — Роберт Нойс, американський інженер, один з винахідників інтегральної схеми, один із засновників Fairchild Semiconductor, співзасновник Intel (*1927)
3 червня — Айно Таубе, шведська акторка (*1912)
4 червня — Джек Гілфорд, американський актор Бродвею, кіно та телебачення (*1908)
4 червня — Стів Баторс, американський панк-рок вокаліст і гітарист (*1949)
5 червня — Кузнецов Василь Васильович, голова Президії Верховної Ради СРСР у 1982—1985 рр. (з перервами) (*1901)
5 червня — Нільс Брандт, фінсько-шведський актор (*1932)
7 червня — Мо Юн Сук, поетеса і письменниця японського колоніального періоду в Кореї (*1910)
8 червня — Хосе Фіґуерес Феррер, президент Коста-Рики (1948—1949, 1953—1958, 1970—1974) (*1906)
8 червня — Рашаш аль-Отайбі, саудівський бандит (*1960)
9 червня — Асад Бхопалі, індійський автор пісень до фільмів Боллівуду (*1921)
10 червня — Тесленко Олександр Костянтинович, український письменник-фантаст, журналіст (*1948)
11 червня — Олдржих Неєдлий, чехословацький футболіст (*1909)
11 червня — Тихонов Володимир В'ячеславович, радянський актор театру і кіно (*1950)
11 червня — Андроніков Іраклій Луарсабович, радянський письменник, літературознавець, телеведучий (*1908)
11 червня — Васо Чубрилович, сербський вчений, професор, міністр та історик (*1897)
12 червня — Граббе Микола Карлович, радянський кіноактор, майстер дубляжу (*1920)
13 червня — Раана Ліакат Алі Хан, перша леді Пакистану з 1947 по 1951 рік, дружина Ліакат Алі Хана (*1905)
13 червня — Джон Хайро Аріас, член Медельїнського картелю (*1961)
13 червня — Мічіо Когуре, японська акторка (*1918)
14 червня — Стенлі Август Місегейс, нідерландський мільйонер, що жив у Швейцарії (*1933)
15 жовтня — Юй Пінбо, китайський поет, письменник, знавець класичного роману «Сон у червоному теремі» (*1900)
15 червня — Лі Чжуочжо, гонконгзька кантонська кіноактриса (*1905)
16 червня — Гертруда Банішевська, американська вбивця (*1929)
16 червня — Меган Лі, американська порноакторка (*1964)
17 червня — Ахмед Аль-Адвані, кувейтський інтелектуал і поет, автор кувейтського національного гімну (*1923)
17 червня — Демон Хідео, японський співак, композитор і актор (*1942)
17 червня — Джозеф Каппен, валлійський серійний вбивця (*1941)
20 червня — Іна Балін, американська акторка, сценаристка та кінопродюсерка (*1937)
20 червня — Джеймс Нгуєн Нгок Куанг, в'єтнамський єпископ Римсько-католицької церкви (*1909)
20 червня — Левін Кіпніс, ізраїльський письменник і поет (*1894)
21 червня — Нана Нарундана, індонезійський військовик (*1936)
21 червня — Садрі Ахун, татарський радянський скульптор (*1903)
22 червня — Франк Ілля Михайлович, радянський фізик, лауреат Нобелівської премії з фізики 1958 (*1908)
23 червня — Харіндранат Чаттерджі, індійський поет, актор і політик (*1898)
24 червня — Ерман Суарес Фламеріх, венесуельський юрист, політик і дипломат, глава урядової хунти Венесуели у 1950—1952 рр. (*1907)
24 червня — Туті Маріні Пусповардохо, мати 3-го президента Індонезії Бухаруддина Юсуфа Хабібі (*1911)
25 червня — Ітигілов Олександр Атайович, радянський український кінооператор, кінорежисер, сценарист бурятського походження (*1944)
25 червня — Рональд Джин Сіммонс, американський масовий вбивця (*1940)
26 червня — Джозеф Ліклайдер, американський науковець у галузі психоакустики та інформаційних технологій (*1915)
26 червня — Анні Блумквіст, письменниця з Аландських островів (*1909)
26 червня — Мануель де Педроло, іспанський письменник, який писав каталонською мовою (*1918)
27 червня — Кім Хеон, південнокорейський письменник і літературний критик (*1942)
28 червня — Івченко Борис Вікторович, український актор і режисер (*1941)
28 червня — Фан Ань, в'єтнамський юрист і політик (*1912)
29 червня — Сукартон Мармосуджоно, генеральний прокурор Індонезії (1988—1990) (*1937)
30 червня — Гілель Омар, ізраїльський письменник, поет і ландшафтний архітектор (*1926)
червень — Нанібала Ґуха, бангладешська борчиня за свободу та соціальна працівниця (*1884)

## Липень

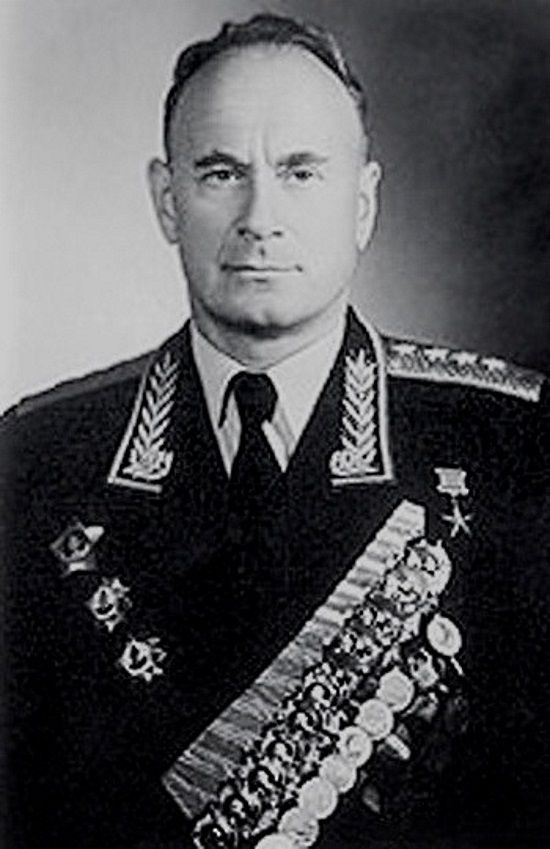
Іван Сєров
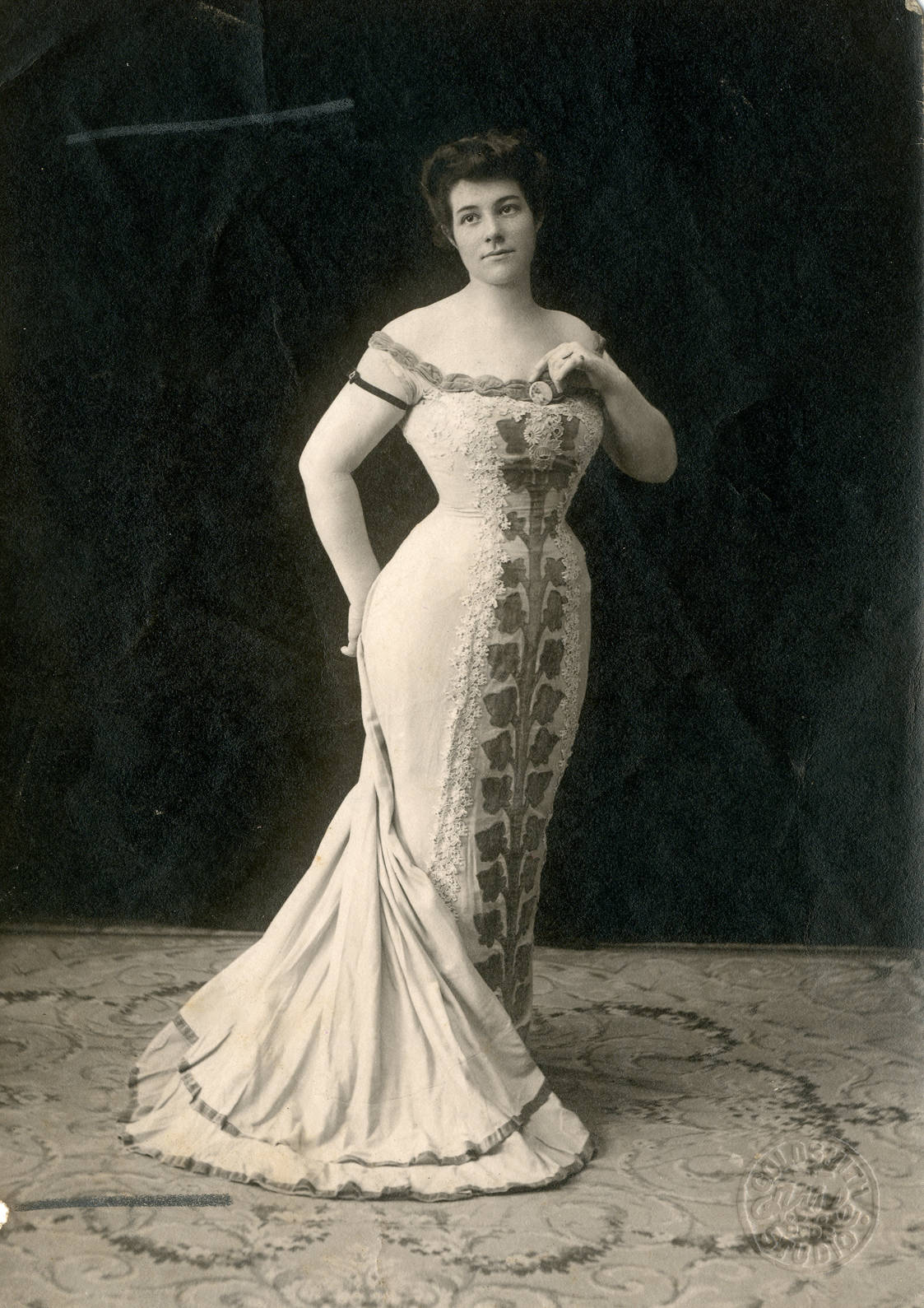
Маргарет Локвуд
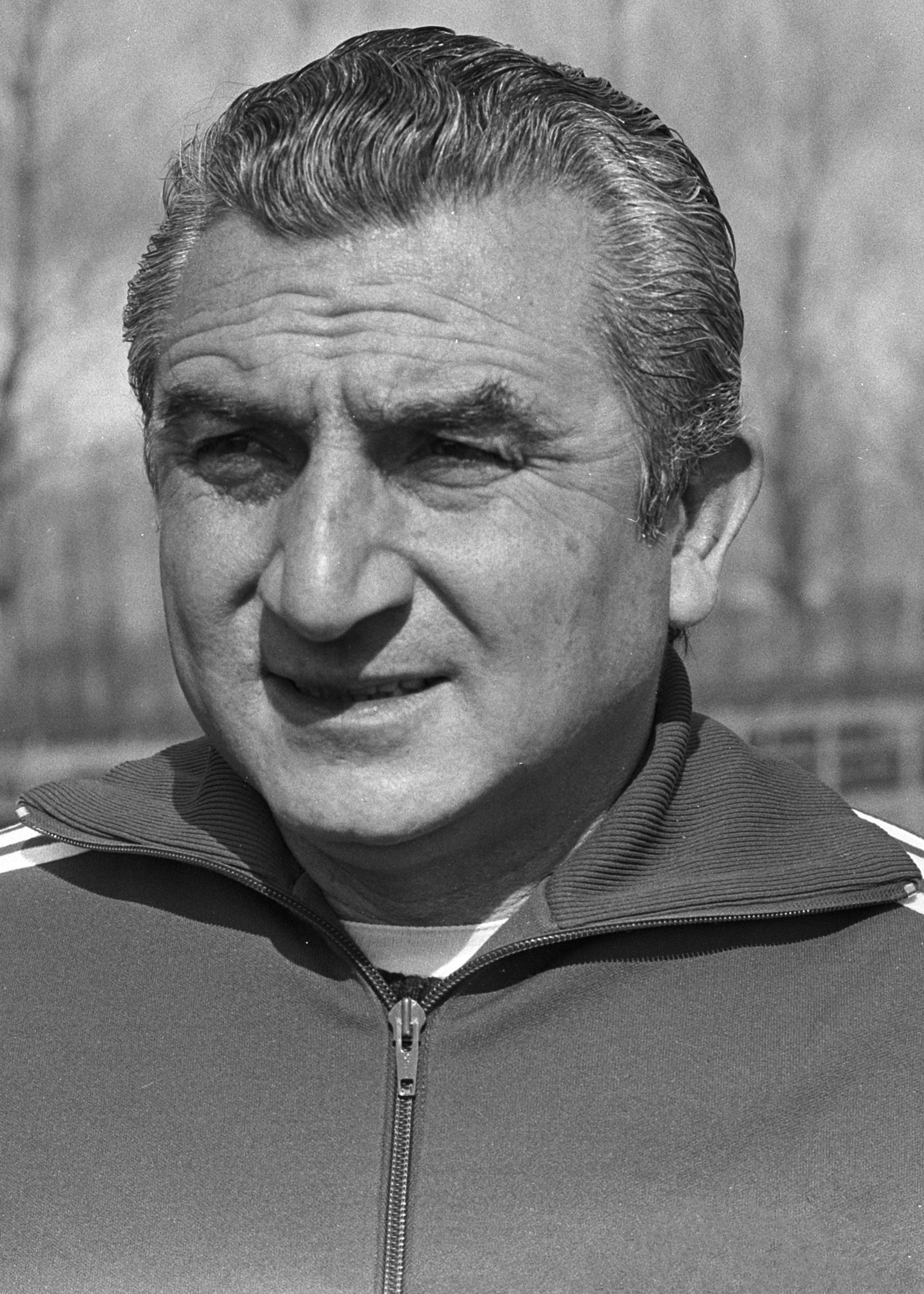
Мігель Муньйос
Георгій Бурков
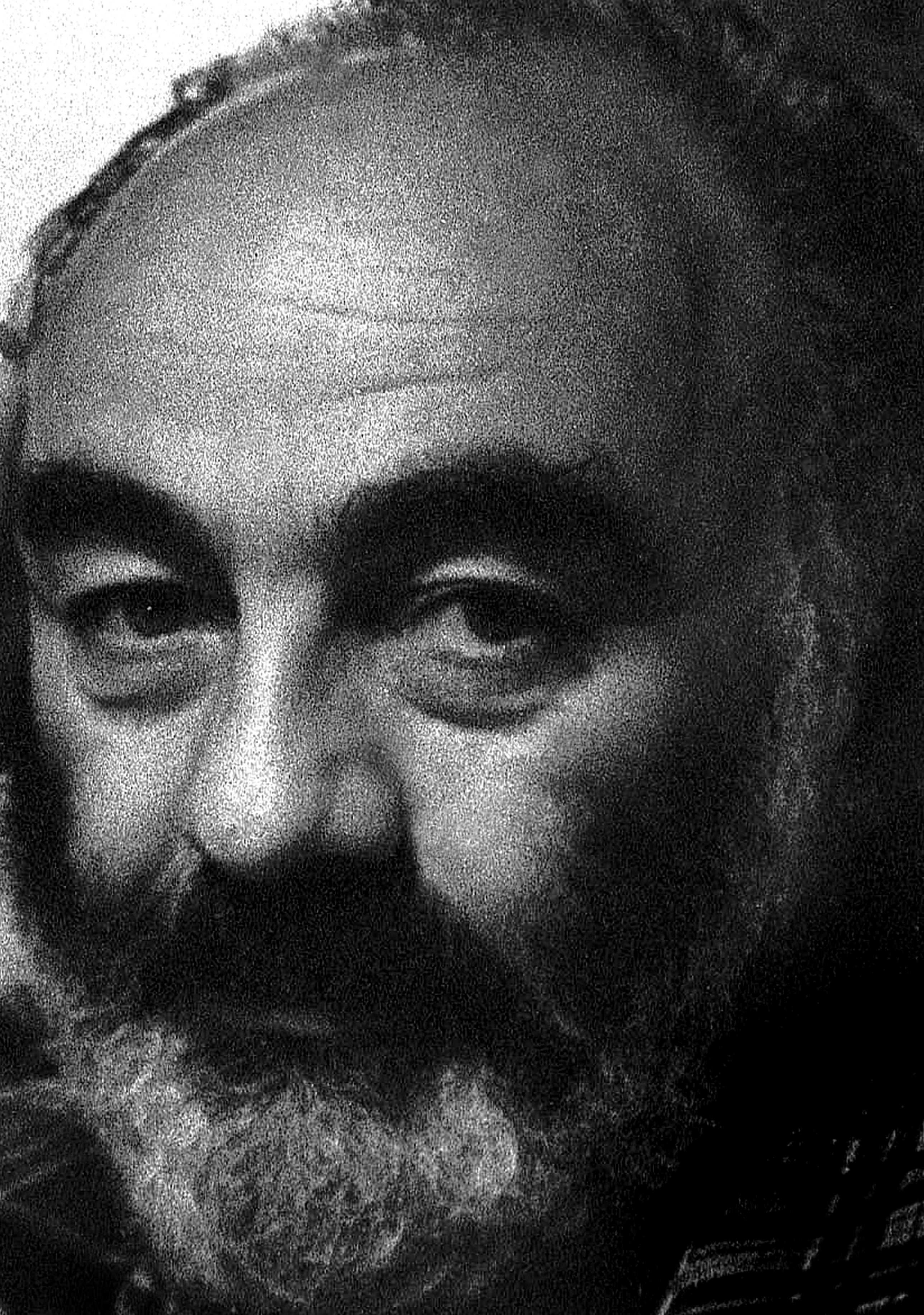
Сергій Параджанов
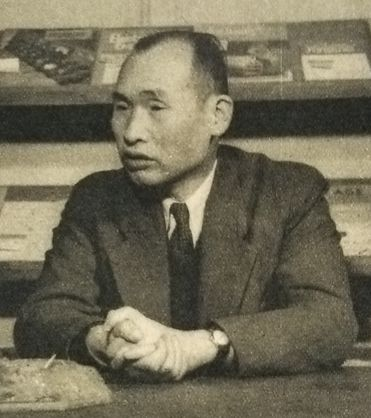
Кендзіро Такаянагі
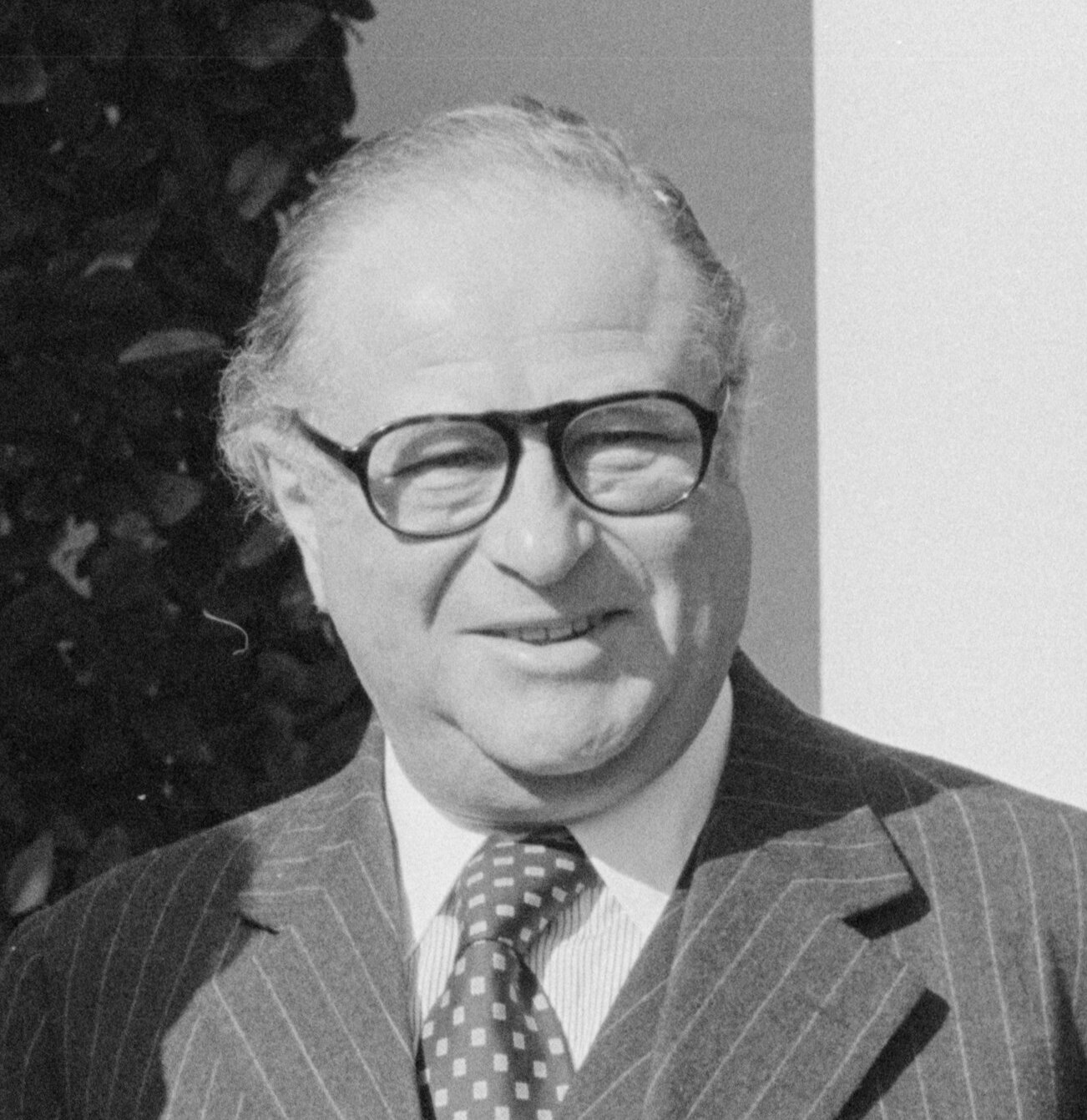
Бруно Крайський

1 липня — Сєров Іван Олександрович, державний діяч урядів СРСР, народний комісар внутрішніх справ УРСР, голова КДБ СРСР, начальник ГРУ МО СРСР (*1905)
7 липня — Казуза, бразильський рок-музикант (*1958)
7 липня — Білл Каллен, американський радіо- та телеведучий (*1920)
8 липня — Говард Дафф, американський актор (*1913)
11 липня — Пандіт Кішорі Лал, індійський комуністичний революціонер з Пенджабу (*1912)
12 липня — Жуан Салданья, бразильський футболіст, футбольний тренер і журналіст (*1917)
12 липня — Раджендра Кумар, індійський актор, продюсер і режисер (*1929)
14 липня — Вальтер Седльмайр, німецький актор, телережисер і письменник (*1926)
15 липня — Маргарет Локвуд, британська акторка театру, кіно та телебачення (*1916)
15 липня — Омар Абу Ріша, сирійський поет (*1910)
16 липня — Матусовський Михайло Львович, український радянський російськомовний поет (*1915)
16 липня — Мігель Муньйос, іспанський футболіст, тренер (*1922)
16 липня — Пікуль Валентин Савович, російський радянський письменник українського походження (*1928)
17 липня — Едвард Мерфі молодший, американський аерокосмічний інженер, відомий своїм законом Мерфі (*1918)
18 липня — Штефан Чамбал, чехословацький футболіст, тренер (*1908)
18 липня — Юн Бо Сон, президент Південної Кореї (1960—1962) (*1897)
18 липня — Джеррі Буле, квебекський музикант, співак і автор пісень (*1946)
18 липня — Чень Ліпін, гонконгська актриса (*1911)
19 липня — Бурков Георгій Іванович, радянський актор театру і кіно, кінорежисер, сценарист (*1933)
19 липня — Ільїн Адольф Олексійович, радянський актор театру і кіно (*1923)
19 липня — Ульф Кварсебо, шведський актор (*1931)
20 липня — Параджанов Сергій Йосипович, український та вірменський кінорежисер, сценарист, композитор (*1924)
21 липня — Забашта Любов Василівна, українська поетеса, письменниця і драматургиня (*1918)
21 липня — Мухаммад Яссін аль-Фадані, знавець хадисів, педагог і астролог походженням з мінангкабау (*1916)
22 липня — Мануель Пуїг, аргентинський письменник (*1932)
22 липня — Стрєльцов Едуард Анатолійович, радянський футболіст (*1937)
23 липня — Кендзіро Такаянагі, японський інженер, бізнесмен, «батько японського телебачення» (*1899)
23 липня — Корбан Алі, бангладешський політик і юрист (*1924)
23 липня — Сачіко Муракамі, японська співачка енка (*1958)
24 липня — Бурдонська Галина Олександрівна, перша дружина Василя Йосиповича Сталіна (*1921)
24 липня — Мішель Бон, французький актор (*1933)
24 липня — Ага Хюн, турецький актор театру та кіно, актор озвучування, режисер і сценарист (*1918)
24 липня — Доллі Салім, індонезійська співачка і активістка, перша виконавиця гімну Індонезії (*1913)
24 липня — Коен Діллен, нідерландський футболіст (*1926)
24 липня — Надера Амін, єгипетська співачка і композиторка (*1906)
25 липня — Шейх Абдул Рахман, головний суддя Пакистану у 1968 р. (*1903)
28 липня — Джил Есмонд, англійська театральна та кіноактриса (*1908)
29 липня — Асаф Алі Аруна, індійська політична і громадська діячка (*1909)
29 липня — Бруно Крайський, федеральний канцлер Австрії (1970—1983) (*1911)
29 липня — Махмуд Аль-Шаріф, єгипетський композитор (*1912)
30 липня — Хюсейн Пейда, турецький актор (*1919)
31 липня — Мортеза Нідавуд, іранський музикант єврейського походження (*1900)
липень — Гвенцадзе Іван Миколайович, радянський грузинський інженер, учасник Німецько-радянської війни, Герой Радянського Союзу (*1907)
липень — Лі Кеонг, тайванський торговець деревиною (*1920)

## Серпень

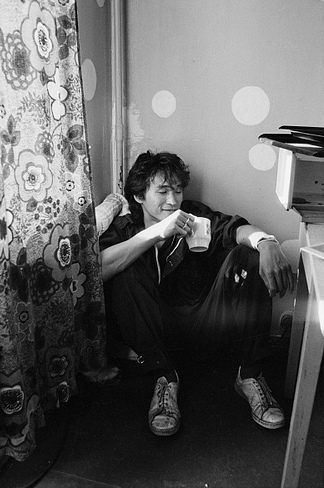
Віктор Цой
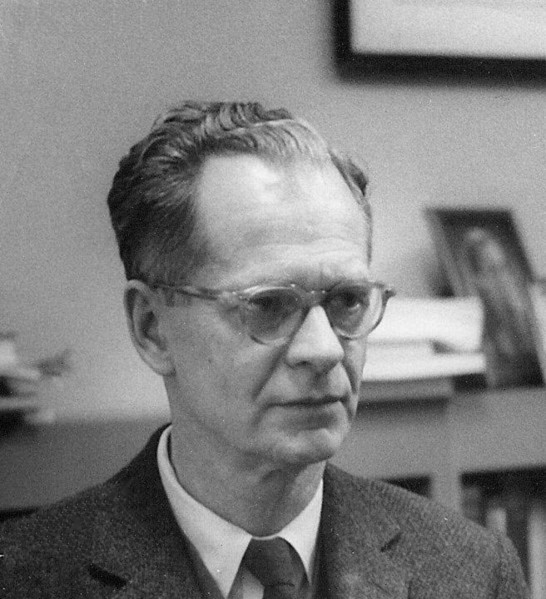
Беррес Фредерік Скіннер
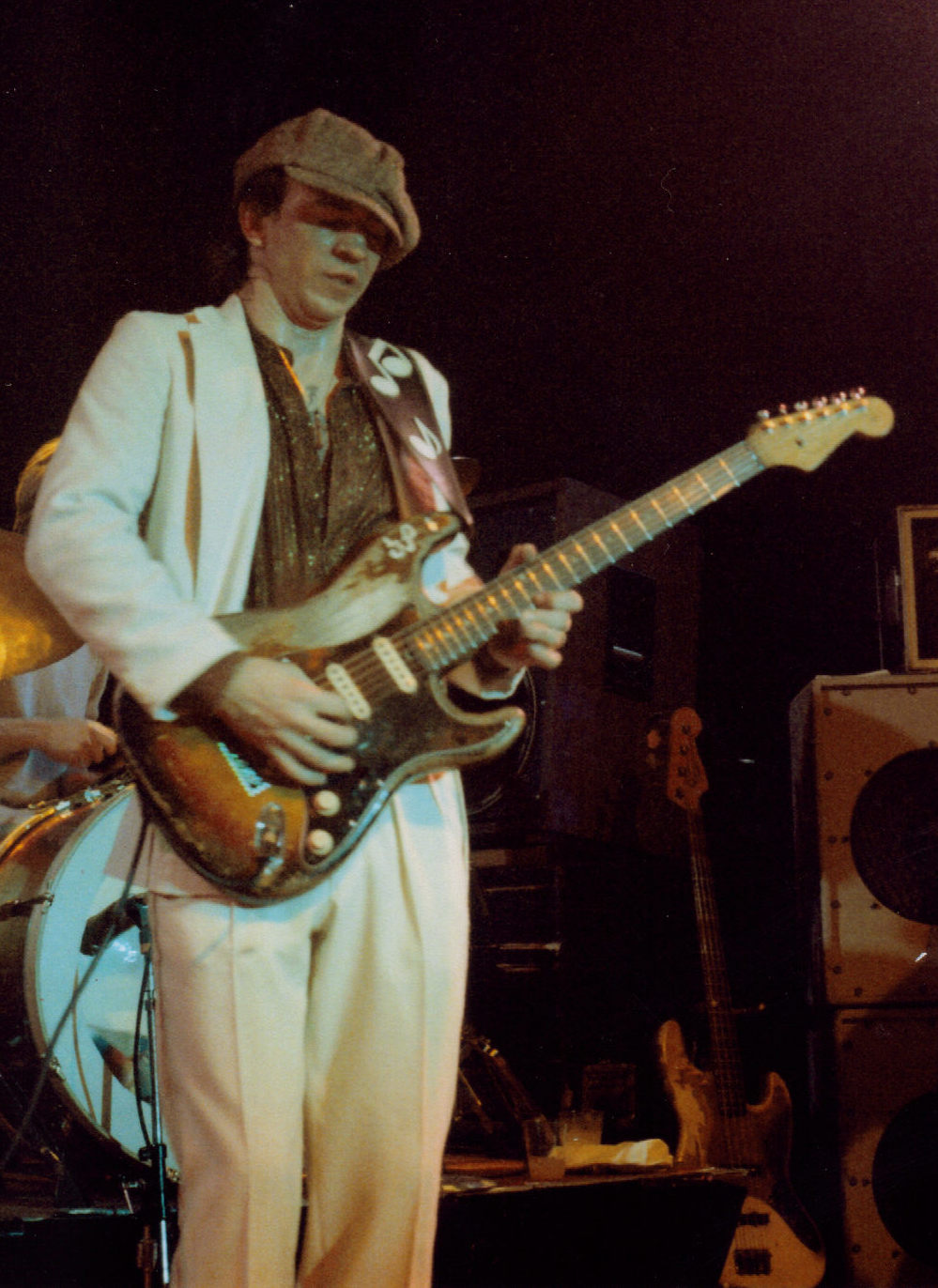
Стіві Рей Вон
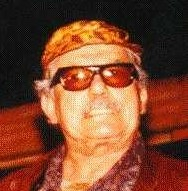
Якобо Аренас
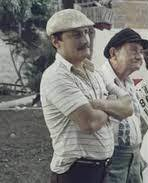
Густаво Гавірія
Борис Щербина

1 серпня — Грехем Фредерік Янг, англійський серійний убивця (*1947)
1 серпня — Норберт Еліас, німецький і британський соціолог та філософ (*1897)
1 серпня — Тайгер Джогіндер Сінгх, індійський професійний борець (*1919)
2 серпня — Алоїс Індра, чехословацький політик (*1921)
2 серпня — Норман Маклін, американський професор Чиказького університету та письменник (*1902)
2 серпня — Фахд Аль-Ахмад Аль-Джабер Аль-Сабах, син десятого еміра Кувейту Ахмада Аль-Джабера Ас-Сабаха (*1945)
4 серпня — Асад Самсул Аріфін, індонезійський мусульманський учений і політик (*1897)
4 серпня — Пітер Нгуєн Хюй Май, в'єтнамський єпископ Римсько-католицької церкви (*1913)
5 серпня — Іван Блатний, моравський поет, перекладач і есперантист (*1919)
6 серпня — Гордон Баншафт, американський архітектор єврейського походження (*1909)
6 серпня — Баки Урманче, татарський митець (*1897)
6 серпня — Жак Сустель, французький етнолог, політик і академік (*1912)
7 серпня — Ч.М. Пунача, індійський політик, активіст незалежності (*1910)
9 серпня — Джо Мерсер, англійський футболіст, футбольний тренер (*1914)
9 серпня — Маріанна Вюншер, німецька акторка (*1930)
10 серпня — Якобо Аренас, колумбійський партизан, головний ідейний лідер і співзасновник партизанських Революційних збройних сил Колумбії — Армії Пуебло (FARC-EP) (*1924)
11 серпня — Густаво Гавірія, колумбійський наркоторговець, член Медельїнського картелю, двоюрідний брат і права рука Пабло Ескобара (*1946)
13 серпня — Карідад Браво Адамс, мексиканська письменниця (*1908)
14 серпня — Сунь Ляньчжун, генерал армії Китайської Республіки (*1893)
15 серпня — Цой Віктор Робертович, радянський рок-музикант, автор пісень, поет, художник корейсько-російського походження (*1962)
15 серпня — Кайлаш Санхла, індійський натураліст і природоохоронець (*1925)
16 серпня — Чан Хеон, південнокорейський співак (*1956)
17 серпня — Перл Бейлі, американська актриса, співачка та письменниця (*1918)
18 серпня — Беррес Фредерік Скіннер, американський психолог, винахідник і письменник (*1904)
18 серпня — Грета Інгманн, данська співачка, переможниця Євробачення 1963 року (*1938)
20 серпня — Айла Дікмен, турецька поп-співачка (*1944)
22 серпня — Щербина Борис Євдокимович, український радянський державний і партійний діяч, заступник голови Ради Міністрів СРСР (1984—1989) (*1919)
23 серпня — Зарецький Віктор Іванович, український радянський художник і педагог, чоловік Алли Горської (*1925)
23 серпня — Девід Роуз, американський автор пісень, композитор, аранжувальник, піаніст і керівник оркестру британського походження (*1910)
23 серпня — Парвіз Нател Ханларі, іранський письменник, політик, лінгвіст і поет (*1914)
24 серпня — Довлатов Сергій Донатович, російський письменник та журналіст єврейсько-вірменського походження (*1941)
24 серпня — Віктор Чивіта, журналіст і бізнесмен італійського єврейського походження, народжений у США і натуралізований бразилець (*1907)
25 серпня — Джанні Марцоккі, італійський співак, актор і актор озвучування (*1934)
25 серпня — Кім Ок Гіл, південнокорейська політикиня (*1921)
26 серпня — Маріо Пінто де Андраде, ангольський філолог, соціолог, есеїст, військовий, теоретик та антиколоніальний ідеолог, одий із засновників Народного визвольного руху Анголи (MPLA) (*1928)
26 серпня — Махді Ахван Третій, іранський поет, письменник і музикознавець (*1928)
27 серпня — Стіві Рей Вон, американський гітарист, співак, автор і продюсер в жанрі блюз-рок (*1954)
27 серпня — Афонсо Арінос де Мело Франко, бразильський юрист, політик, історик, професор, есеїст і критик (*1905)
27 серпня — Реймонд Сен-Жак, американський актор, режисер і продюсер (*1930)
27 серпня — Тапобіджой Ґош, бенгальський письменник (*1936)
28 серпня — Віллі Вандерстін, бельгійський художник коміків (*1913)
28 серпня — Єва Стіберг, шведська акторка (*1920)
28 серпня — Річард Лауфен, німецький актор (*1907)
28 серпня — Сумітра Деві, індійська акторка (*1923)
29 серпня — Луїджі Беккалі, італійський легкоатлет (*1907)
29 серпня — Менлі П. Голл, канадський письменник, лектор, астролог і містик (*1901)
29 серпня — Шахаб Дехлаві, пакистанський поет, історик і редактор мовою урду (*1922)
29 серпня — Шихаб ад-Дін аль-Мараші аль-Наджафі, іранський шиїтський релігієзнавець, мусульманський учений (*1897)
30 серпня — Цянь Му, китайський історик, філософ і письменник (*1895)
31 серпня — Тельнюк Станіслав Володимирович, український поет, прозаїк і літературний критик; батько українських співачок Лесі і Галі Тельнюк, учасниць дуету «Сестри Тельнюк» (*1935)
31 серпня — Момтаз Алі Хан, бангладешський музикант (*1915)
31 серпня — Хрущов Іван Максимович, радянський військовий льотчик під час Другої світової війни, Герой Радянського Союзу (*1915)

## Вересень

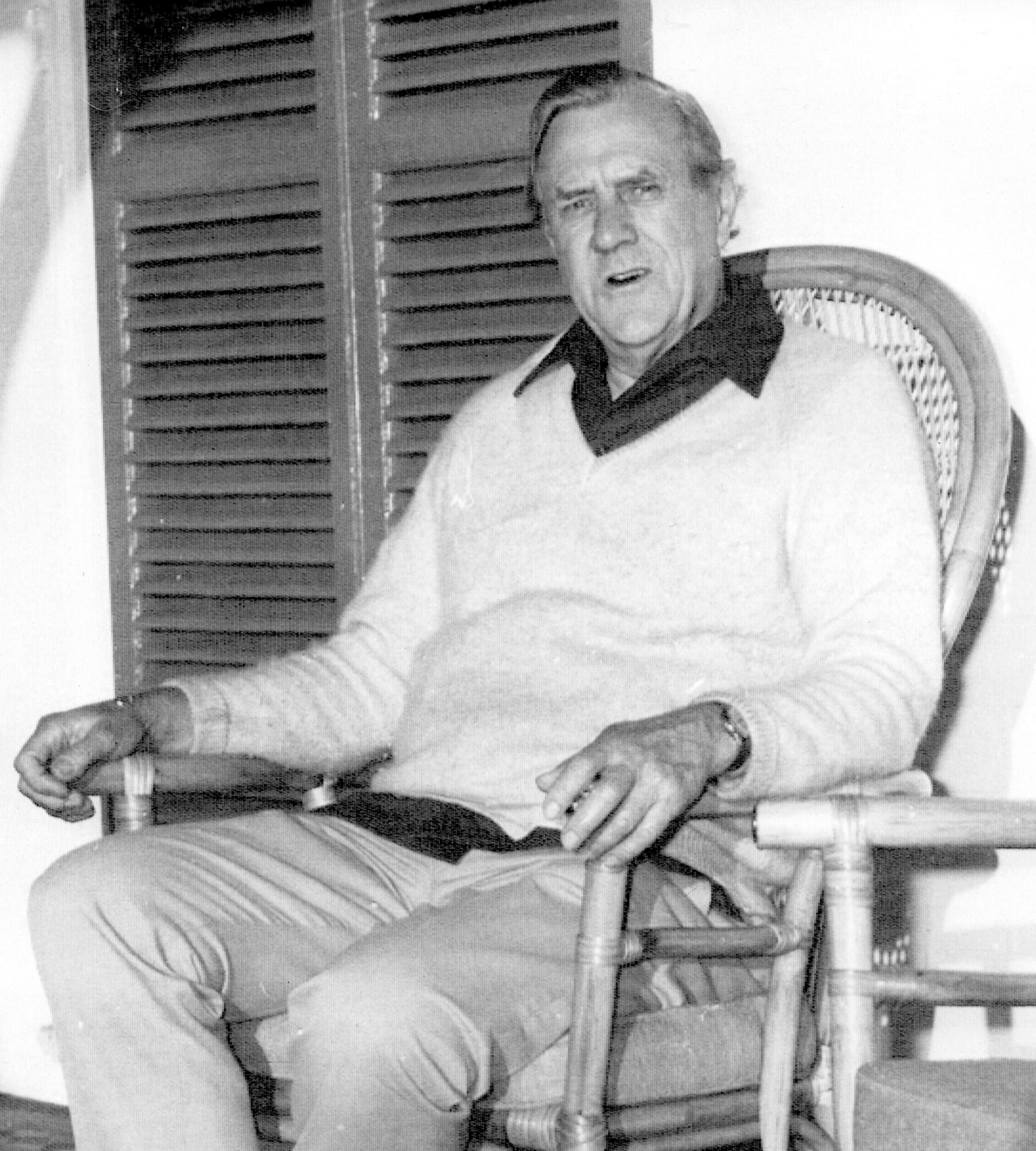
Патрік Вайт
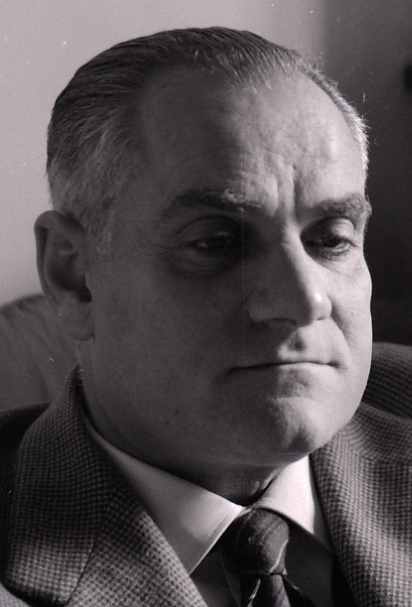
Альберто Моравіа
Опанас Бєлобородов
Том Фоґерті
о. Олександр Мень

1 вересня — Бєлобородов Опанас Павлантійович, радянський військовик, учасник Другої світової війни, генерал армії, двічі Герой Радянського Союзу (*1903)
1 вересня — Гейр Гатльгрімссон, прем'єр-міністр Ісландії (1974—1978) (*1925)
1 вересня — Дервіш Сушич, боснійський письменник, драматург, журналіст (*1925)
1 вересня — Едвін О. Райшауер, американський дипломат, педагог і професор Гарвардського університету (*1910)
2 вересня — Джон Боулбі, британський психіатр і психоаналітик (*1907)
3 вересня — Мартинов Євген Григорович, радянський естрадний співак та композитор (*1948)
3 вересня — Ван Чженьхе, китайський письменник (*1940)
3 вересня — Мечислав Фогг, польський співак (*1901)
4 вересня — Айрін Данн, американська акторка, зірка Голлівуду 1930-х—1940-х (*1898)
4 вересня — Туран Дурсун, турецький письменник, релігійний критик, імам і муфтій (*1934)
5 вересня — Беппо Брем, німецький актор (*1906)
5 вересня — Саліл Чоудхурі, індійсько-бенгальський композитор (*1925)
6 вересня — Лен Гаттон, британський гравець у крикет (*1916)
6 вересня — Том Фоґерті, американський музикант (Creedence Clearwater Revival) (*1941)
7 вересня — Агті Карьялайнен, прем'єр-міністр Фінляндії в 1962—1963, 1970—1971 рр., а також міністр закордонних справ Фінляндії (*1923)
7 вересня — Алан Джон Персиваль Тейлор, британський історик, журналіст і телеведучий (*1906)
7 вересня — Ангус Барб'єрі, шотландець, який голодував 382 дні, схуд на 125 кг і встановив рекорд тривалості голодування (*1938/1939)
7 вересня — Клеренор Стіннес, німецька автогонщиця (*1901)
7 вересня — Рам Ріаз, пакистанський поет мовами урду та пенджабі (*1933)
8 вересня — Марія Соледад Моралес, аргентинська студентка, жертва резонансного вбивства (*1972)
8 вересня — Тенін Борис Михайлович, радянський актор театру і кіно, педагог (*1905)
9 вересня — Луїс Авад, єгипетський письменник, літературознавець, доктор коптського походження (*1915)
9 вересня — Мень Олександр Володимирович, священник Російської православної церкви, богослов, проповідник, письменник (*1935)
9 вересня — Нікола Аббаньяно, італійський філософ-екзистенціаліст (*1901)
9 вересня — Сем'юел Доу, президент Ліберії з 1980 по 1990 р. (*1951)
11 вересня — Цай Чан, китайська комуністична революціонерка і політикиня (*1900)
13 вересня — Ібрагім Аль-Шамі, єгипетський актор і драматург (*1921)
13 вересня — Махмут Гасанов, татарський прозаїк, драматург, публіцист (*1927)
14 вересня — Іванов Леонід Григорович, радянський футболіст (*1921)
14 вересня — Вім де Крейн, бельгійський співак, автор текстів і композитор (*1950)
14 вересня — Назрул Іслам Бабу, бангладешський поет і борець за свободу (*1949)
15 вересня — Кен Домон, японський фотограф (*1909)
16 вересня — Куркоткін Семен Костянтинович, радянський воєначальник, заступник Міністра оборони СРСР — Начальник Тилу Збройних сил СРСР (1972—1988), Маршал Радянського Союзу, Герой Радянського Союзу (*1917)
17 вересня — Анджело Ск'явіо, італійський футболіст, футбольний тренер (*1905)
18 вересня — Міне Мутлу, турецька акторка (*1948)
19 вересня — Іоана Раду, румунська співачка (*1917)
20 вересня — Роза Балістрері, італійська співачка (*1927)
21 вересня — Розаріо Анджело Ліватіно, італійський суддя, мученик, блаженний Католицької церкви (*1952)
21 вересня — Котое Хацуї, японська акторка і сейю (*1929)
21 вересня — Сюй Сянцянь, китайський військовий стратег, революціонер і політичний діяч, міністр національної оборони КНР (*1901)
21 вересня — Туфаїл Ніязі, пакистанський фолк-співак і музикант (*1916)
22 вересня — Нгуєн Ван Ла, генерал армії Республіки В'єтнам (*1918)
24 вересня — Тіо Ві Тай, китайсько-індонезійський бізнесмен (*1927)
25 вересня — Кахаруддін Насутіон, індонезійський політичний і військовий діяч (*1925)
25 вересня — Прафулла Чандра Сен, індійський бенгальський політик і борець за свободу (*1897)
25 вересня — С. Мукерджі, суддя Верховного суду Індії (*1927)
26 вересня — Альберто Моравіа, італійський письменник та журналіст (*1907)
26 вересня — Лотар Коллатц, німецький математик (*1910)
26 вересня — Хірам Абас, офіцер турецької розвідки (*1932)
27 вересня — Блантер Матвій Ісакович, радянський композитор (*1903)
28 вересня — Рой Адкінс, британський наркоторговець (*1947)
30 вересня — Алексей Чепічка, чехословацький політичний, державний і військовий діяч (*1910)
30 вересня — Мішель Леріс, французький письменник і етнолог (*1901)
30 вересня — Патрік Вайт, австралійський письменник, Нобелівська премія з літератури 1973 (*1912)
30 вересня — Жиґмунт Жинтель, польський актор театру, кіно та телебачення, педагог, а також військовик (*1911)
30 вересня — Лісбет ден Уйл, нідерландська активістка, публіцистка і політикиня (*1924)
30 вересня — Шанкар Наг, індійський актор, сценарист, режисер і продюсер (*1954)
30 вересня — Януш Бильчинський, польський актор (*1920)

## Жовтень

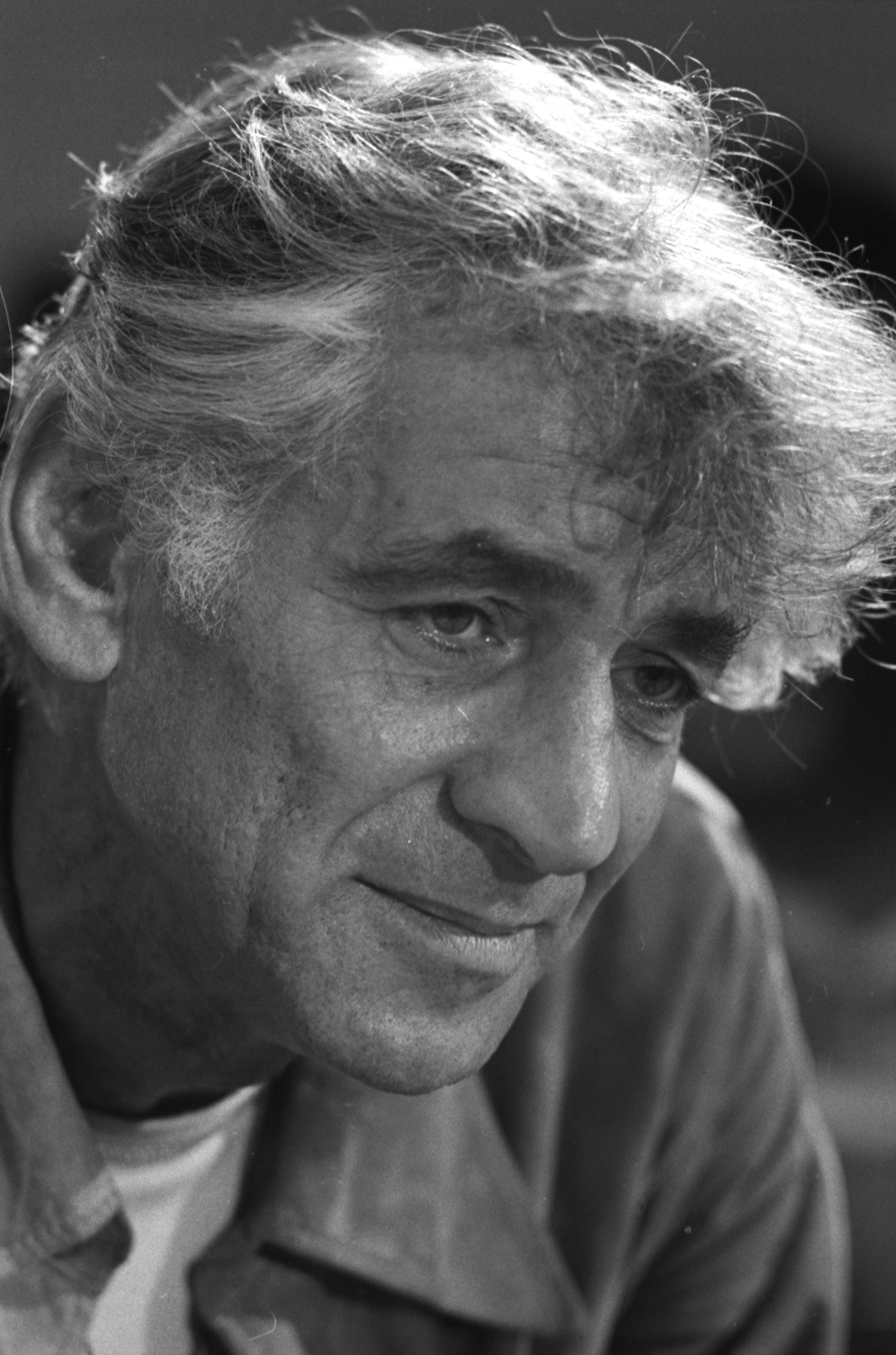
Леонард Бернстайн
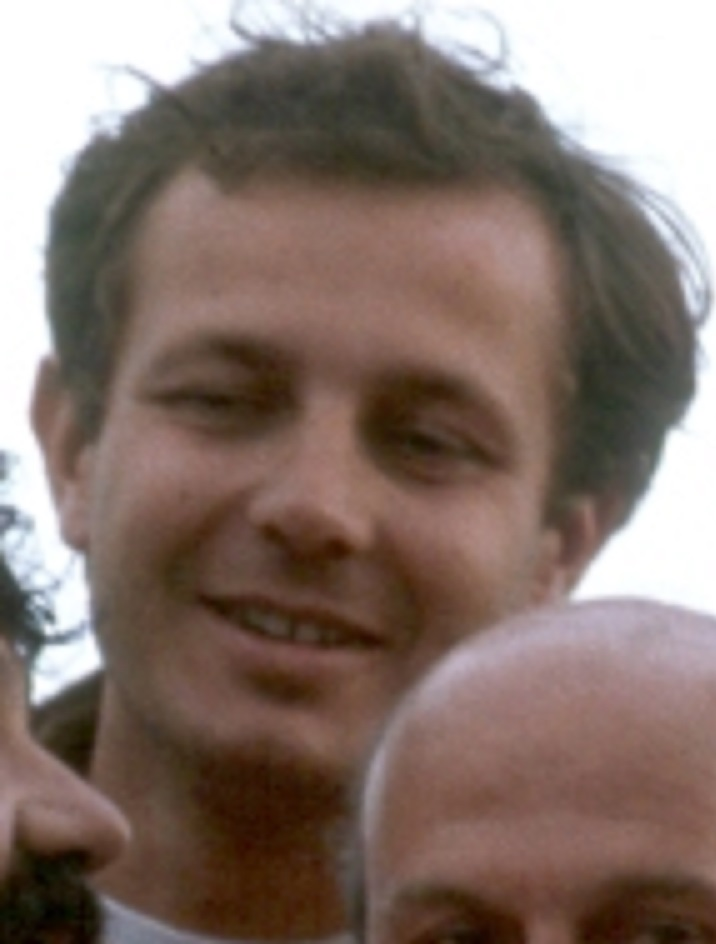
Стефано Казірагі
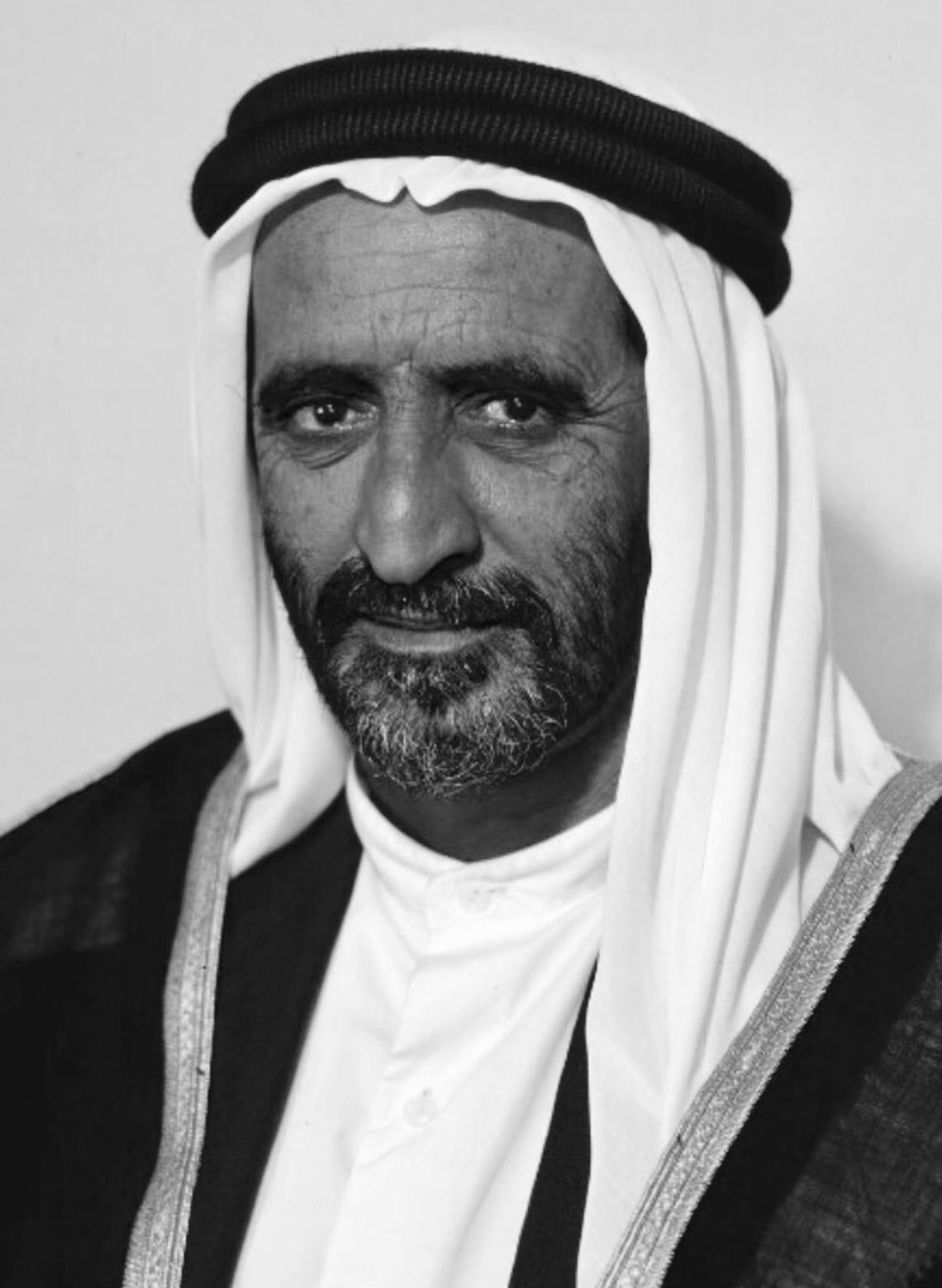
шейх Рашид бін Саїд Аль Мактум
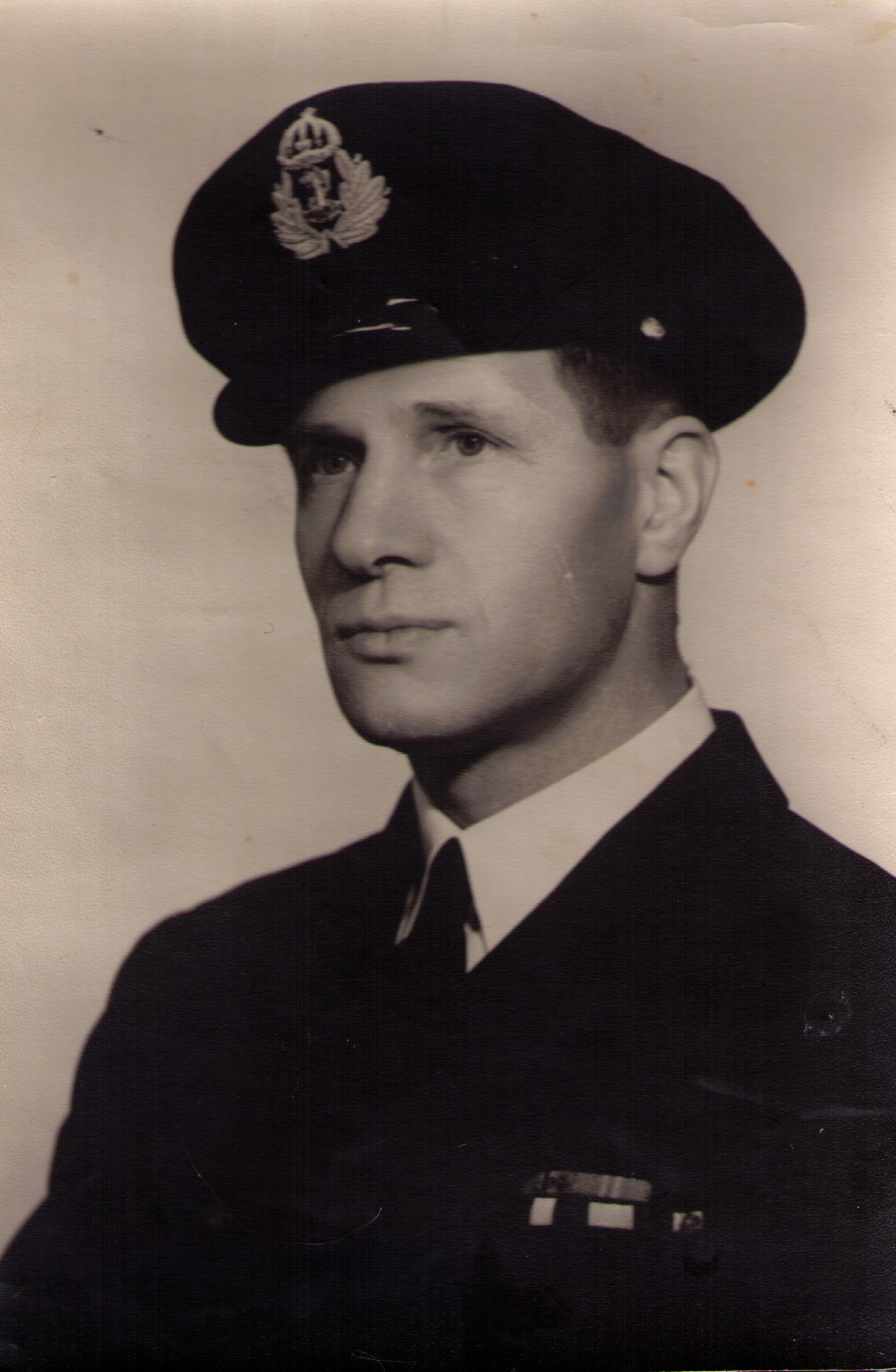
Лейф Ларсен
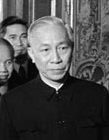
Ле Дих Тхо
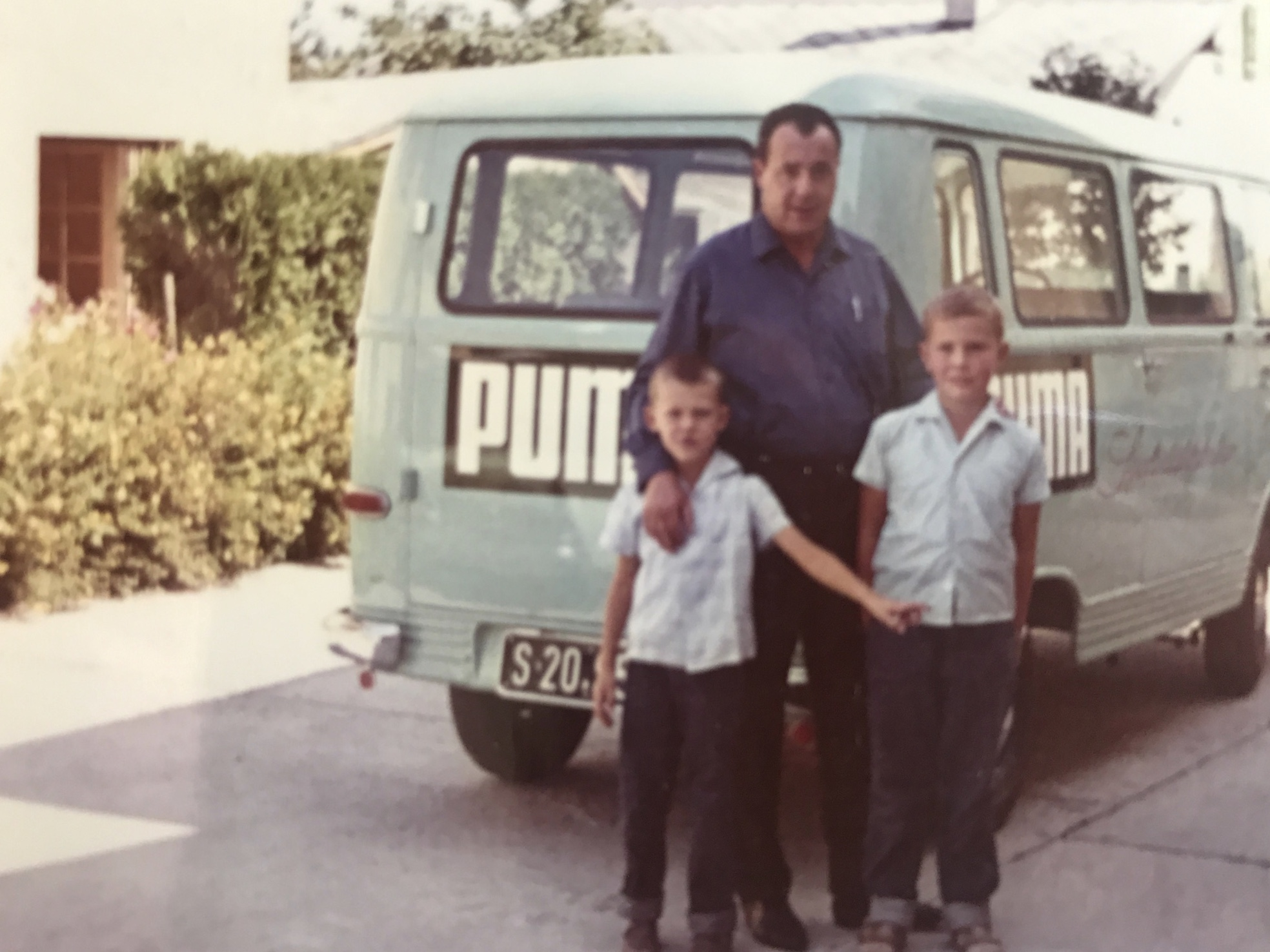
Армін Дасслер з синами
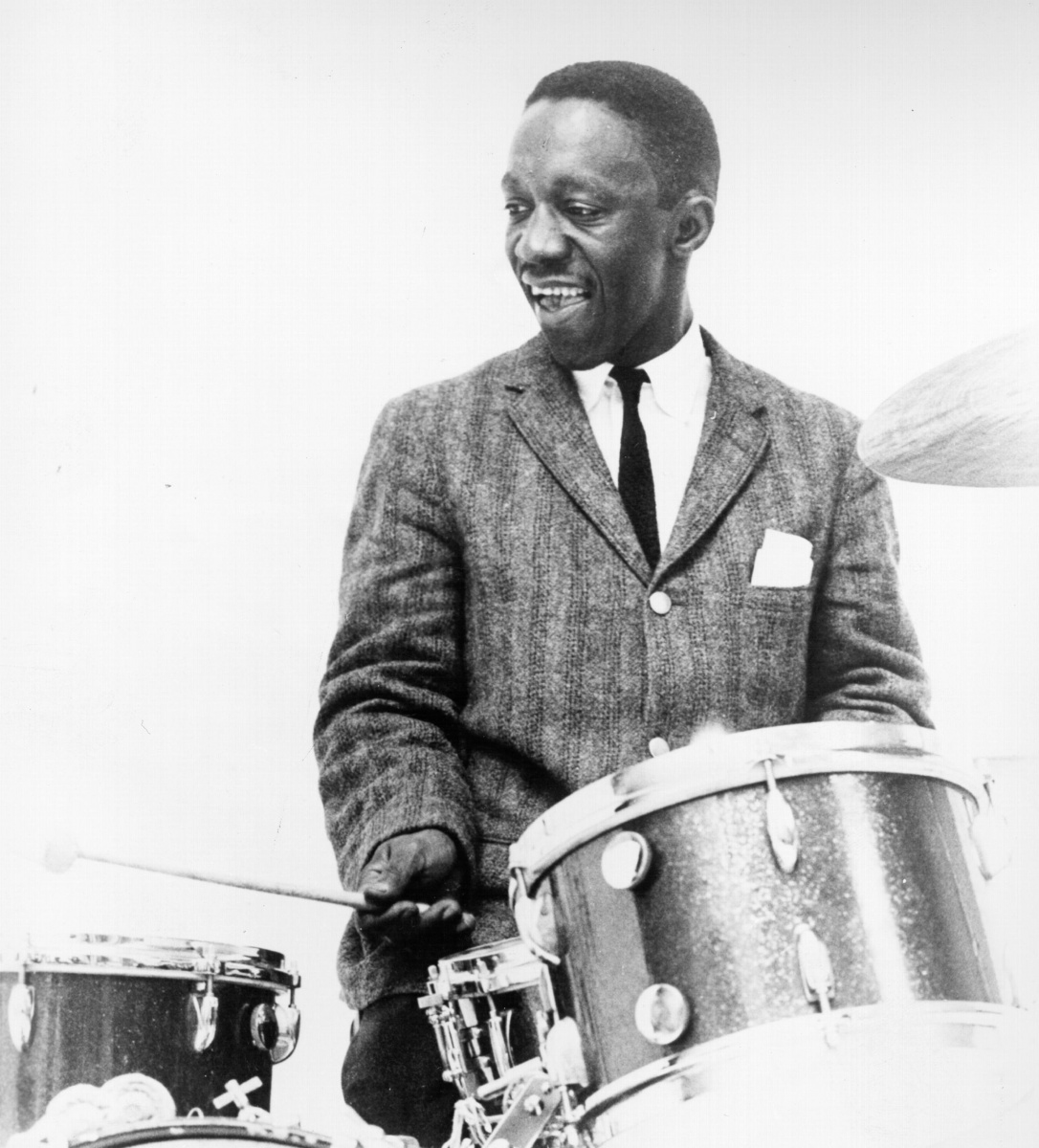
Арт Блейкі
Луї Альтюссер
принцеса Софія фон Гогенберг

1 жовтня — Джон Стюарт Белл, північноірландський фізик-теоретик (*1928)
1 жовтня — Кертіс Лемей, генерал ВПС США, учасник Другої світової війни та Корейської війни (*1906)
2 жовтня — Такаюкі Акутагава, японський диктор і ведучий (*1919)
3 жовтня — Стефано Казірагі, італійський гонщик на моторних човнах, світський лев та бізнесмен (*1960)
3 жовтня — Хінд Абі Лама, ліванська актриса (*1943)
3 жовтня — Чудовий Дурукан, турецький актор, режисер і сценарист (*1926)
4 жовтня — Джилл Беннетт, британська акторка, четверта дружина драматурга Джона Осборна (*1931)
4 жовтня — Лапін Сергій Георгійович, радянський державний діяч, журналіст, дипломат (*1912)
4 жовтня — Лучано Катеначі, італійський актор (*1933)
4 жовтня — Пітер Тейлор, англійський футболіст і тренер (*1928)
5 жовтня — Джордже Вуядинович, югославський футболіст (*1909)
5 жовтня — Рам Кумар Верма, індійський письменник мовою хінді (*1905)
6 жовтня — Багріє Учок, турецька політична діячка, академік теології, активістка за права жінок та колумністка (*1919)
6 жовтня — Генрик Фоґельфенґер, польський актор (*1904)
6 жовтня — Хуан Хосе Аревало, президент Гватемали (1945—1951) (*1904)
7 жовтня — Рашид бін Саїд Аль Мактум, віце-президент і другий прем'єр-міністр Об'єднаних Арабських Еміратів і правитель Дубая з 1958 р. (*1912)
7 жовтня — К'яра Бадано, італійська дівчина-підліток, беатифікована Римо-Католицькою Церквою (*1971)
8 жовтня — Камалапаті Тріпаті, індійський політик, письменник, журналіст і борець за свободу (*1905)
8 жовтня — Марулі Сітомпул, індонезійський актор (*1937)
9 жовтня — Геза Оттлік, угорський письменник і перекладач (*1912)
9 жовтня — Жорж де Рам, швейцарський математик (*1903)
10 жовтня — Карлос Томпсон, аргентинський актор і письменник (*1923)
10 жовтня — Назір Уддін Джехад, бангладешський активіст проти військового режиму Хуссейна Мухаммеда Ершада (*1969)
10 жовтня — Ясуші Сато, японський письменник (*1949)
11 жовтня — Роберт Тесьє, американський актор і каскадер (*1934)
11 жовтня — Фан Фенлун, тайванський хірург словенського походження (*1913)
12 жовтня — Петер Вессель Цапффе, норвезький філософ, письменник, художник, юрист і альпініст (*1899)
12 жовтня — Лейф Ларсен, норвезький морський офіцер, учасник Другої світової війни (*1906)
12 жовтня — Макс Тейлер, нідерландський гуморист (*1909)
12 жовтня — Ріфаат Аль-Махджуб, єгипетський політик (*1926)
13 жовтня — Ле Дих Тхо, в'єтнамський політик та дипломат, лауреат Нобелівської премії миру 1973, від якої відмовився (*1911)
14 жовтня — Леонард Бернстайн, американський диригент, композитор, піаніст, педагог та просвітитель єврейсько-українського походження (*1918)
14 жовтня — Армін Дасслер, німецький підприємець і виробник спортивного взуття, син засновника Puma Рудольфа Дасслера і племінник засновника Adidas Адольфа Дасслера (*1929)
15 жовтня — Дельфін Сейріг, французька актриса (*1932)
15 жовтня — Ом Шівпурі, індійський актор (*1938)
15 жовтня — Юй Пінбо, китайський поет, письменник, знавець класичного роману «Сон у червоному теремі» (*1900)
16 жовтня — Арт Блейкі, американський джазовий барабанщик (*1919)
17 жовтня — Еммі Юркка, фінська актриса і театральна режисерка (*1899)
17 жовтня — Нгуєн Лам, в'єтнамський політик (*1921)
17 жовтня — Сет Морган, американський письменник (*1949)
18 жовтня — Паїсі Олару, румунський православний священник (*1897)
19 жовтня — Ашоквіджай Раха, індо-бенгальський поет, есеїст і критик (*1910)
20 жовтня — Джоел МакКрі, американський актор (*1905)
21 жовтня — Вальтер Зоммерлат, німецький бізнесмен, батько королеви Швеції Сільвії (*1901)
21 жовтня — Денні Шамун, ліванський маронітський політик, син президента Лівану Каміля Шамуна (*1934)
21 жовтня — Прабхатаранджан Саркар, індійський релігійний гуру, філософ, йог, письменник, соціал-революціонер, поет, музикант, лінгвіст, археолог, історик (*1921)
21 жовтня — Шалом Чарлі Шлуш, ізраїльський поліцейський (*1964)
22 жовтня — Луї Альтюссер, французький філософ (*1918)
22 жовтня — Рибников Микола Миколайович, радянський актор (*1930)
23 жовтня — Чебан Тамара Савеліївна, молавська співачка, педагогиня (*1914)
24 жовтня — Трінь Дінь Куу, в'єтнамський революціонер і політик (*1906)
25 жовтня — Каролін ван Берген, німецька акторка та акторка озвучування (*1964)
26 жовтня — Барбара Людвіжанка, польська акторка (*1908)
26 жовтня — Вільям С. Пейлі, американський медіаолігарх (*1901)
26 жовтня — Робер Антельм, французький письменник, в'язень таборів Бухенвальд і Дахау (*1917)
27 жовтня — Жак Демі, французький кінорежисер, сценарист і актор (*1931)
27 жовтня — Рафаель Банкельс, мексиканський актор та режисер (*1917)
27 жовтня — Софія фон Гогенберг, австрійська принцеса з династії Гогенбергів, донька спадкоємного принца Австро-Угорщини Франца Фердинанда та Софії фон Хотек (*1901)
27 жовтня — Уго Тоньяцці, італійський актор (*1922)
27 жовтня — Вацлав Ковальський, польський актор (*1916)
27 жовтня — Елліот Рузвельт, американський авіаційний чиновник і офіцер військово-повітряних сил армії США, а також письменник; син президента США Франкліна Д. Рузвельта та Елеонори Рузвельт (*1910)
27 жовтня — Ксав'єр Кугат, іспанський музикант (*1900)
27 жовтня — Сюй Цзіньде, тайванський підприємець і політик (*1908)
28 жовтня — Чудіна Олександра Георгіївна, радянська легкоатлетка (*1923)
28 жовтня — Гервасіо, уругвайський співак і автор пісень (*1948)
28 жовтня — Казем Хасібі, іранський націоналістичний політик (*1906)
28 жовтня — Нобутака Шикаучі, японський підприємець (*1911)
28 жовтня — Роберт Вербелен, фламандський офіцер СС під час Другої світової війни, колабораціоніст (*1911)
29 жовтня — Юха Вайньо, фінський співак, автор пісень і шкільний вчитель (*1938)
30 жовтня — Альфред Сові, французький економіст, демограф і соціолог (*1898)
30 жовтня — В. Шантарам, індійський кінорежисер, кінопродюсер, сценарист і актор (*1901)
30 жовтня — Вінод Мехра, індійський актор фільмів на гінді (*1945)
30 жовтня — Го Дешен, гонконгський бізнесмен (*1911)
31 жовтня — Фумі Кода, японський есеїст і прозаїк (*1904)

## Листопад

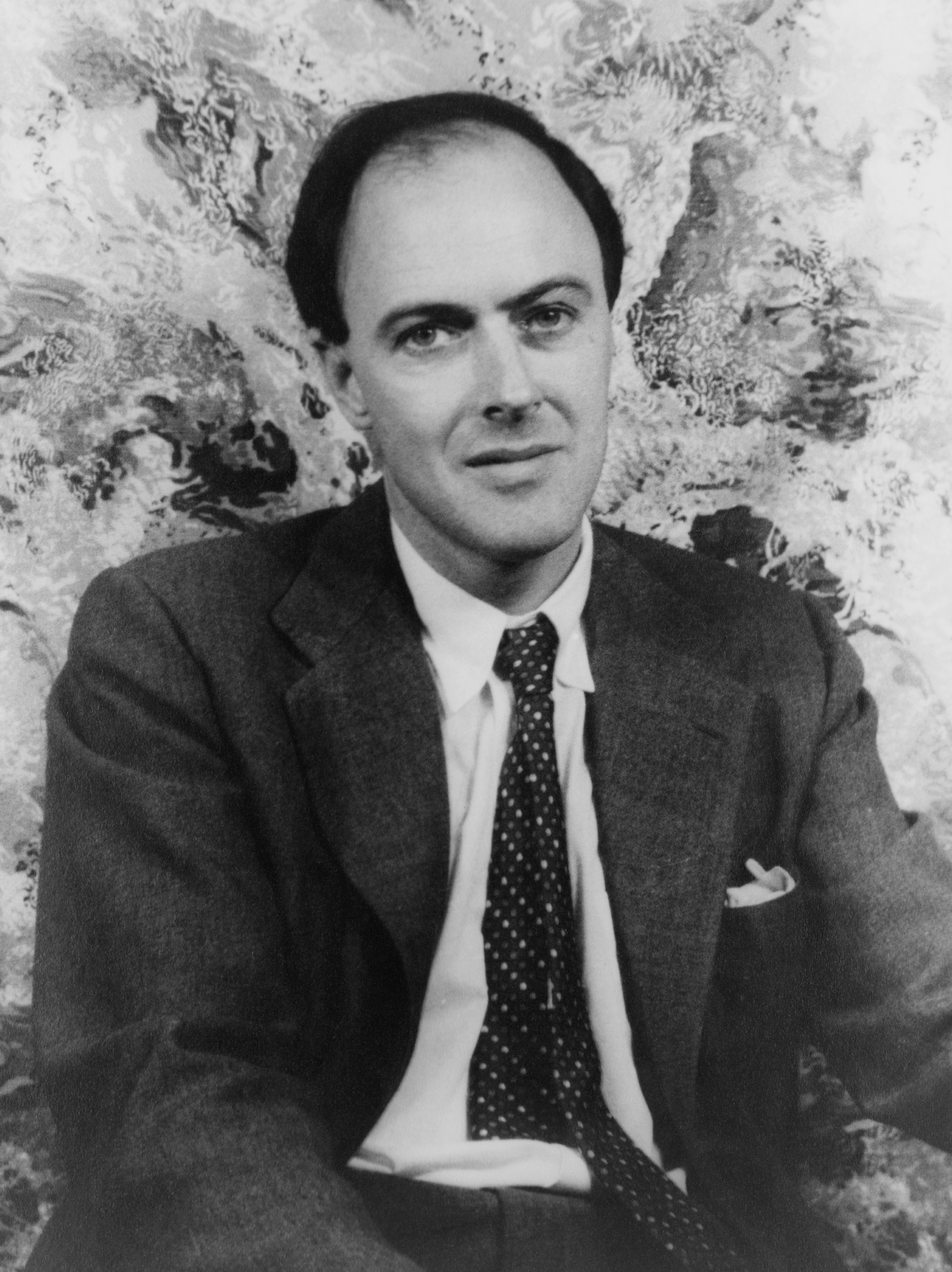
Роальд Дал
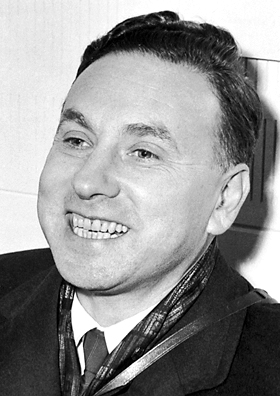
Роберт Гофстедтер
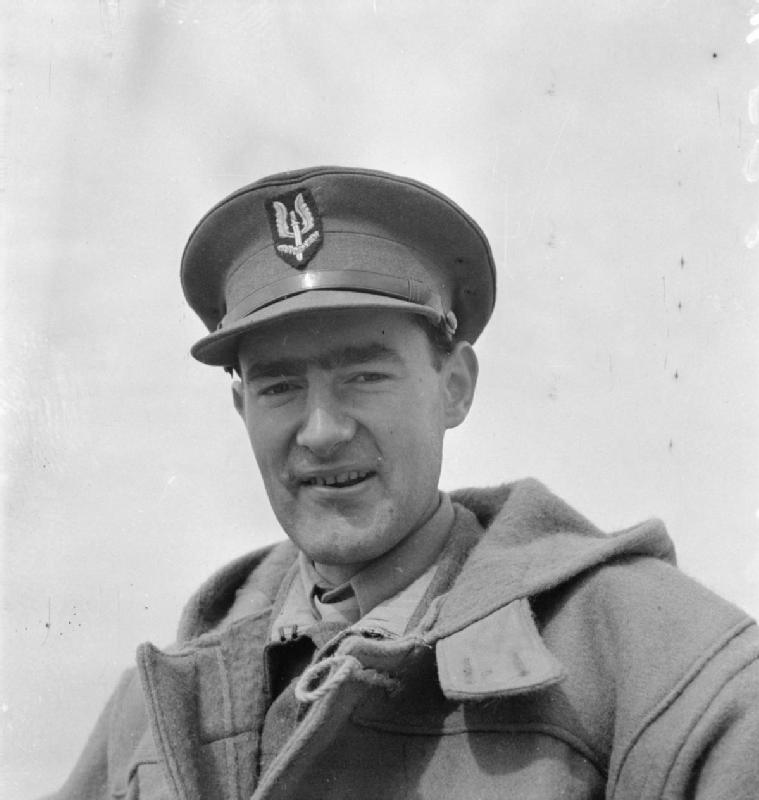
Девід Стірлінг
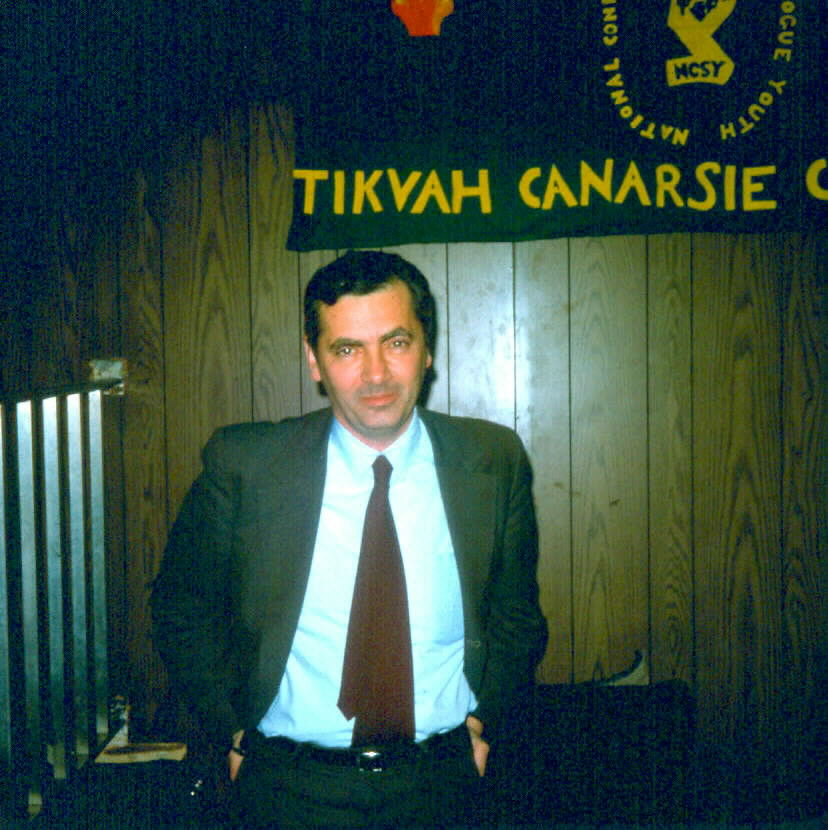
Меїр Кагане
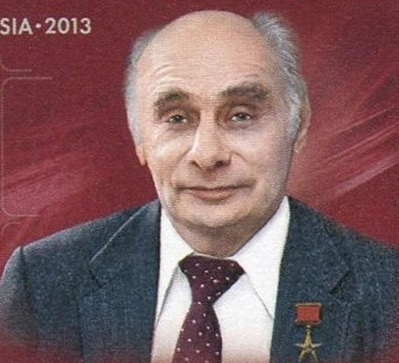
Георгій Фльоров
Мераб Мамардашвілі

1 листопада — Кім Хен Сік, південнокорейський співак та автор пісень (*1958)
2 листопада — Аніс Чоудхурі, бангладешський драматург і прозаїк (*1929)
2 листопада — Ніва Хьосуке, японський політик (*1911)
3 листопада — Мері Мартін, американська акторка і співачка (*1913)
3 листопада — Манмохан Крішна, індійський актор фільмів мовою хінді (*1922)
3 листопада — Сашадхар Мукерджі, індійський кінорежисер гінді (*1909)
4 листопада — Девід Стірлінг, шотландський офіцер британської армії, альпініст, засновник і творець Спеціальної повітряної служби (SAS), учасник Другої світової війни (*1915)
4 листопада — Францишек Шляхциц, польський генерал, політичний і державний діяч часів ПНР (*1920)
4 листопада — Зденек Орнест, чеський актор (*1929)
5 листопада — Меїр Кагане, американський та ізраїльський громадський, політичний і релігійний діяч (*1932)
5 листопада — Раймон Олівер, французький шеф-кухар (*1909)
5 листопада — Хосеба Елосегі, баскський військовик і політик (*1915)
6 листопада — Ян Сок Чон, південнокорейський комік (*1921)
7 листопада — Лоуренс Даррелл, британський прозаїк і поет, старший брат письменника-натураліста Джеральда Даррелла (*1912)
7 листопада — Сюе Юе, тайванський рок-співак і музичний продюсер (*1954)
9 листопада — Керім Корджан, турецький письменник (*1918)
9 листопада — Лам Ван Те, в'єтнамський військовик і політик (*1922)
9 листопада — Тай Цзіньнонг, китайський письменник і професор (*1902)
10 листопада — Маріо Шенберг, бразильський фізик, астрофизик, інженер, політичний діяч, мистецтвознавець, літературний критик (*1914)
10 листопада — Саді Ірмак, прем'єр-міністр Туреччини (1974—1975) (*1904)
11 листопада — Аттіліо Демарія, аргентинський та італійський футболіст, футбольний тренер (*1909)
12 листопада — Ів Арден, американська акторка (*1908)
13 листопада — Ніко Гаак, нідерландський поп-співак і артист (*1939)
14 листопада — Малкольм Маггерідж, британський журналіст, дослідник Голодомору (*1903)
14 листопада — Сінґо Сіґео, японський промисловий інженер, один із засновників виробничої системи Тойоти (*1909)
14 листопада — Роберто Маріано, італійський актор (*1969)
15 листопада — Гідеон Хауснер, ізраїльський юрист і політик (*1915)
15 листопада — Паоло Валенті, італійський журналіст і телеведучий (*1922)
16 листопада — Ян Ляньшен, китайсько-американський синолог і професор Гарвардського університету (*1914)
17 листопада — Роберт Гофстедтер, американський фізик-експериментатор, лауреат Нобелівської премії з фізики 1961 (*1915)
17 листопада — Насер аль-Дамарджі, туніський серійний вбивця (*1944)
18 листопада — Леон Більбао, баскський музикант, гравець на альбоці (*1916)
19 листопада — Фльоров Георгій Миколайович, радянський фізик-ядерник, засновник Об'єднаного інституту ядерних досліджень (ОІЯД) в Дубні (*1913)
19 листопада — Сунь Ліжень, генерал армії Республіки Китай (*1900)
21 листопада — Дін Гарт, канадсько-американський борець, рефері, борцівський, а також музичний промоутер (*1954)
23 листопада — Роальд Дал, валлійський письменник норвезького походження (*1916)
23 листопада — Кайо Прадо Хуніор, бразильський соціолог, історик, географ, письменник, філософ, політик і редактор (*1907)
23 листопада — Нгуєн Ван Там, прем'єр-міністр Держави В'єтнам (1952—1953) (*1893)
23 листопада — Ренате Рубінштейн, нідерландська письменниця, журналістка та колумністка (*1929)
24 листопада — Доді Сміт, британска дитяча письменниця (*1896)
24 листопада — Арнольд Маркіз, німецький актор і актор озвучування (*1921)
24 листопада — Хельга Феддерсен, німецька актриса, письменниця та співачка (*1930)
25 листопада — Мамардашвілі Мераб, грузинський філософ (*1930)
25 листопада — Адель Мамун, єгипетський співак, актор, музикант і композитор (*1932)
25 листопада — Мікко Нісканен, фінський кінорежисер, актор і професор (*1929)
25 листопада — То Куанг Дау, в'єтнамський революціонер та урядовець (*1906)
26 листопада — Семюел Крамер, американський сходознавець, один з провідних шумерологів світу, походженням з українських євреїв (*1897)
26 листопада — Фен Юлань, китайський філософ та історик філософії (*1895)
27 листопада — Девід Вайт, американський актор (*1916)
30 листопада — Володимир Дедієр, сербський історик, публіцист, журналіст, академік, учасник національно-визвольної боротьби народів Югославії під час Другої світової війни (*1914)
30 листопада — Хаді Аль-Джувейні, туніський художник (*1909)
листопад — Карін Ріттер, німецька лікарка, яка брала участь у русі за мир в НДР (*1944)

## Грудень

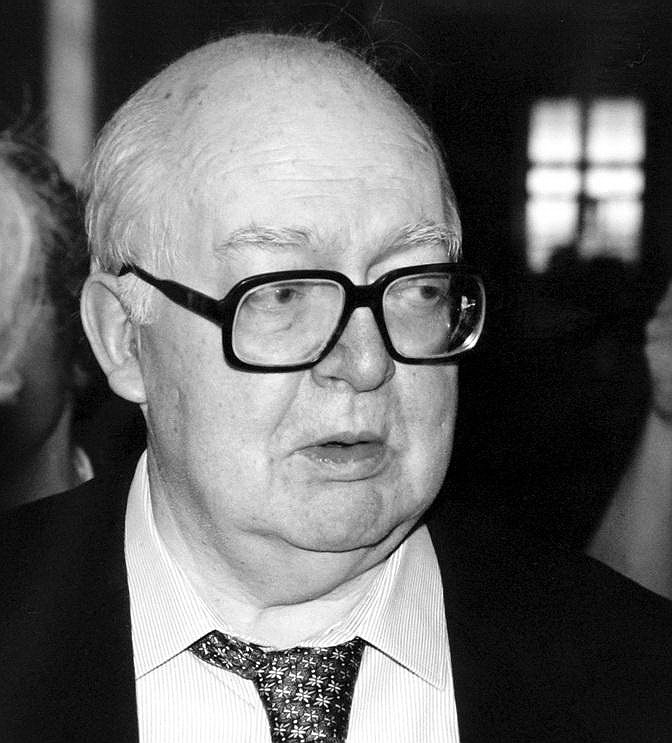
Фрідріх Дюрренматт
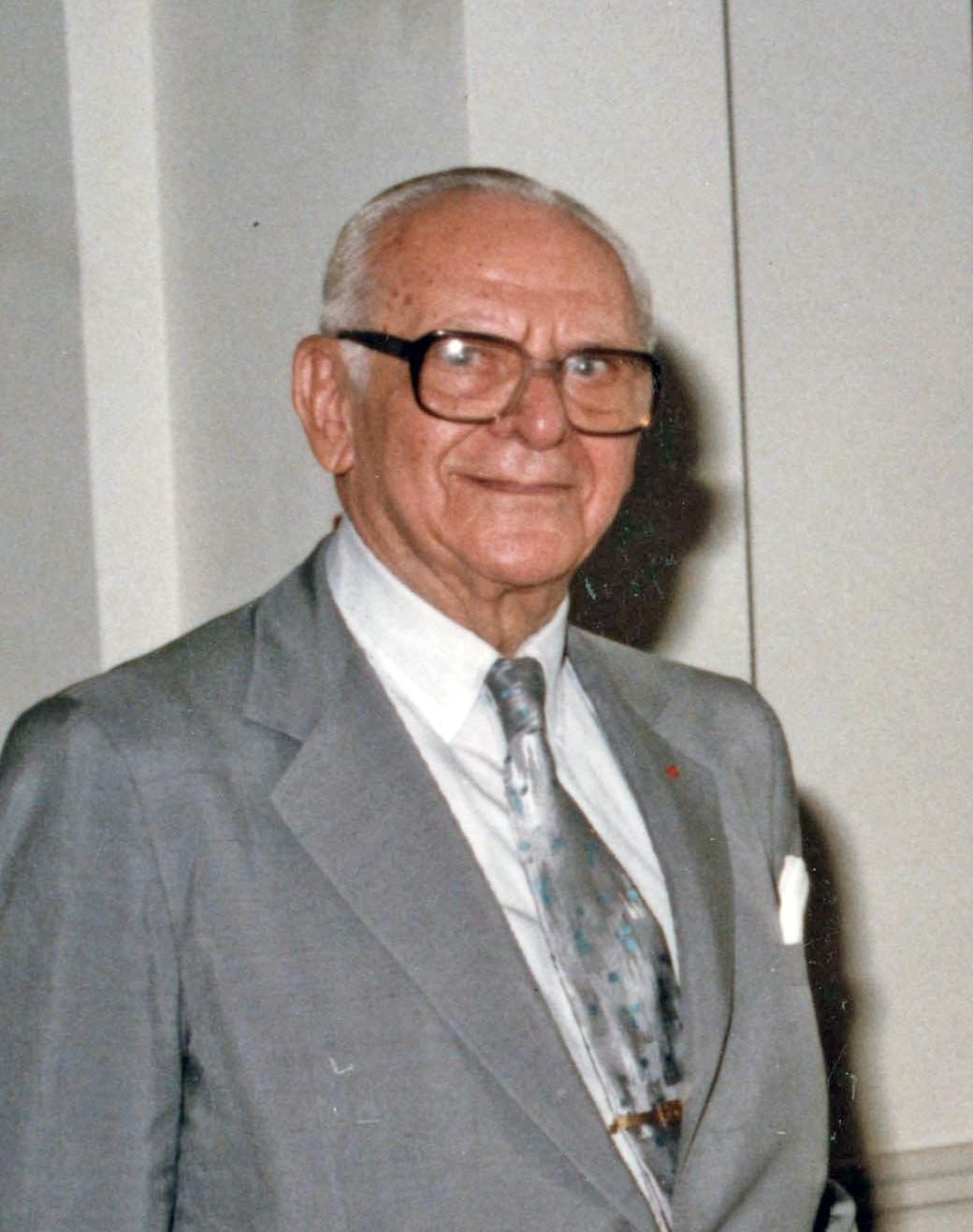
Арманд Гаммер
Серджо Корбуччі
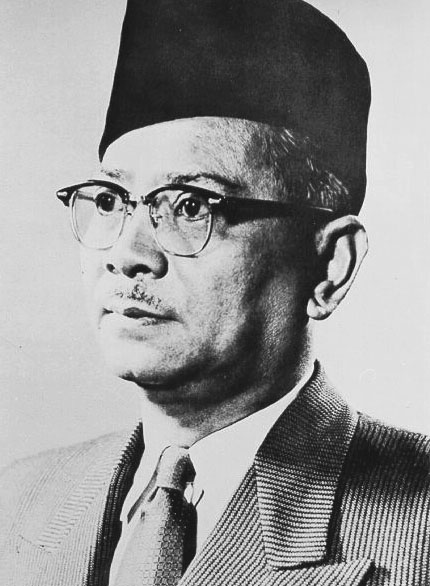
Тунку Абдул Рахман
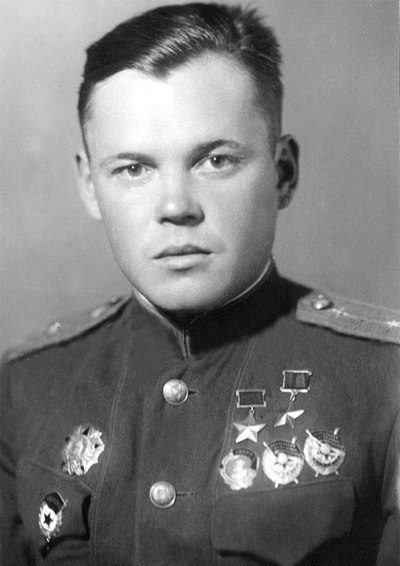
Григорій Речкалов

1 грудня — Віджая Лакшмі Пандіт, індійська дипломатка і політикиня, сестра прем'єр-міністра Індії Джавахарлала Неру (*1900)
1 грудня — Серджо Корбуччі, італійський кінорежисер і сценарист (*1926)
1 грудня — Сімона Мельхіор, французька дослідниця та океанографиня, дружина та співавторка Жака-Іва Кусто (*1919)
2 грудня — Аарон Копленд, американський композитор, піаніст, диригент (*1900)
2 грудня — Роберт Каммінгс, американський актор та продюсер (*1908)
2 грудня — Куруносуке Хамагуті, японський співак і автор пісень (*1917)
4 грудня — Тадзіма Наото, японський легкоатлет (*1913)
4 грудня — Едвард Бінс, американський актор (*1916)
5 грудня — Голамхоссейн Юсефі, іранський письменник, перекладач, професор перської літератури (*1928)
5 грудня — Нараян Гопал, непальський співак і музикант (*1939)
6 грудня — Абдул Рахман, прем'єр-міністр Малайзії та голова уряду держав-попередників з 1955 по 1970 р., «батько-засновник» Малайзії (*1903)
6 грудня — Іванютина Тамара Антонівна, російська серійна вбивця (*1941)
6 грудня — Насір Джахан, пакистанський телерадіодиктор, декламатор (*1927)
7 грудня — Джоан Беннетт, американська акторка театру, телебачення та кіно, радіоведуча (*1910)
7 грудня — Енріко Ковері, італійський стиліст, підприємець і модель, засновник будинку моди (*1952)
7 грудня — Рейнальдо Аренас, кубинський поет, прозаїк і драматург, критик Фіделя Кастро, кубинської революції та уряду (*1943)
8 грудня — Тадеуш Кантор, польський театральний режисер, художник, сценограф, графік (*1915)
8 грудня — Мартін Рітт, американський режисер, продюсер і актор (*1914)
9 грудня — Мазуркевич Михайло Юліанович, американський кіноактор, спортсмен, магістр мистецтв українського походження (*1907)
9 грудня — Майкл Оукшотт, англійський політичний філософ консервативного спрямування (*1901)
9 грудня — Нірала, пакистанський кіноактор (*1937)
9 грудня — Чень Реньбін, китайський (КНР) історик (*1909)
10 грудня — Арманд Гаммер, американський бізнес-менеджер, відомий своїми тісними зв'язками з Радянським Союзом (*1898)
10 грудня — Карой Ковач, угорський актор (*1902)
11 грудня — Конча Пікер, іспанська співачка та кіноактриса (*1906)
11 грудня — Янніс Ріцос, грецький поет і лівий політичний активіст, учасник Руху Опору (*1909)
11 грудня — Лян Мін, гонконзький актор, а також режисер і сценарист (*1923)
12 грудня — Даенг Харріс, індонезійсько-малайзійський актор (*1911)
12 грудня — Чо Йон Ре, південнокорейський юрист (*1947)
14 грудня — Фрідріх Дюрренматт, швейцарський романіст і драматург (*1921)
14 грудня — Чжан Цюнь, прем'єр-міністр Республіки Китай (1947—1948) (*1889)
14 грудня — Йоганнес фон Турн унд Таксіс, німецький землевласник, підприємець, промисловець, банкір, 11-й глава родини Турн унд Таксіс (*1926)
14 грудня — Франсіско Габілондо Солер, мексиканський співак і автор пісень для дітей (*1907)
15 грудня — Маріуш Горчинський, польський актор (*1933)
17 грудня — Міке Верстраете, бельгійсько-нідерландська акторка (*1911)
18 грудня — Енн Ревір, американська акторка (*1903)
18 грудня — Поль Тортельє, французький віолончеліст, композитор та педагог (*1914)
18 грудня — Ораціо Орландо, італійський актор (*1933)
19 грудня — Зеньясу Адачі, японський бізнесмен (*1899)
19 грудня — Рубем Брага, бразильський письменник (*1913)
20 грудня — Гершом Шокен, ізраїльський головний редактор і видавець газети «Га-Арец», політик (*1912)
20 грудня — Махмудуннабі, бангладешський музикант (*1936)
20 грудня — Тран Ван До, урядовець Республіки В'єтнам (*1903)
21 грудня — Кларенс Джонсон, американський авіаконструктор, керівник дослідного підрозділу компанії «Lockheed» Skunk Works (*1910)
21 грудня — Лі Гон, корейський принц і кавалерійський офіцер Імператорської армії Японії під час Другої світової війни; онук імператора Коджона (*1909)
21 грудня — Данг Дінь Хунг, в'єтнамський музикант і поет (*1924)
21 грудня — Супракаш Рой, індійський активіст руху за незалежність, викладач та історик (*1915)
21 грудня — Сурендра Моханті, індійський письменник, який писав мовою орія (*1922)
21 грудня — Чой Чон Хі, південнокорейський письменник (*1912)
22 грудня — Речкалов Григорій Андрійович, радянський льотчик-ас, учасник Німецько-радянської війни, двічі Герой Радянського Союзу (*1920)
23 грудня — П'єр Гріпарі, французький письменник (*1925)
23 грудня — Вендел Скотт, американський автогонщик (*1921)
24 грудня — Демич Юрій Олександрович, радянський російський актор театру, кіно, озвучування (*1948)
24 грудня — Родольфо Орландіні, аргентинський футболіст, тренер (*1905)
24 грудня — Турбйорн Еґнер, норвезький письменник і драматург (*1912)
26 грудня — Жерар ван Россем, нідерландський ентомолог і художник (*1919)
26 грудня — Сіссе Хяккінен, фінський музикант (*1951)
27 грудня — Чан Ук Чжин, південнокорейський художник (*1918)
28 грудня — Даніелла Перес, бразильська актриса і танцівниця (*1970)
28 грудня — Ед ван дер Ельскен, нідерландський фотограф і кінорежисер (*1925)
28 грудня — Кіл Мартін, американський актор (*1944)
31 грудня — Лазарев Василь Григорович, льотчик-космонавт СРСР (*1928)
31 грудня — Джордж Аллен, тренер з американського футболу (*1918)
31 грудня — Мані Сінгх, бангладешський революційний політик лівого крила (*1901)
31 грудня — Рафік Хусейн, індійський письменник і поет мовою урду (*1913)

## Місяць невідомий

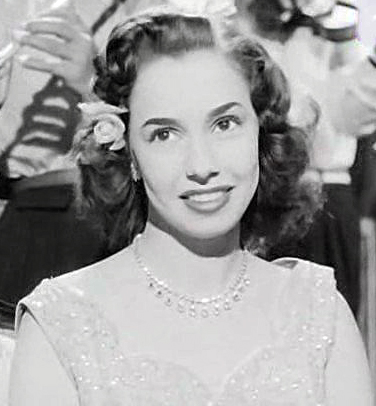
Надія Гамаль

1990 — Чжоу Янхао, політичний і військовий діяч Республіки Китай (*1910)
1990 — Цао Ін, політичний діяч КНР (*1908)
1990 — Хаєль Саїд Анам, єменський бізнесмен і фінансист (*1902)
1990 — Надія Гамаль, єгипетська актриса і танцівниця живота (*1937)
1990 — Салах Абу Ісмаїл, ісламський проповідник, діяч Братів-мусульман у Єгипті (*1927)
1990 — Фараон Рашад бін Махмуд, саудівський лікар і дипломат сирійського походження (*1910)
1990 — Кімун Онгкосанджоджо, індонезійський підприємець і винахідник (*1912)
1990 — Ардашес Аванесян, іранський комуністичний політик вірменського походження (*1905)
1990 — Асадолла Мобашері, іранський політик, а також юрист, письменник, поет і перекладач (*1909)
1990 — Пуран, іранська співачка та акторка (*1934)
1990 — Аршавір Тер Ованесян, іранський письменник вірменського походження, засновник сироїдного вегетаріанства в Ірані (*1898)
1990 — Авраам Тегомі, єврейський підпільник, командир «Гаґани» (*1903)
1990 — Тран Конг Туонг, в'єтнамський юрист і урядовець (*1915)
1990 — Нго Гіа Кхам, один із перших людей у В'єтнамі, удостоєних звання Героя праці (*1912)
1990 — принц Нгуен Фук Мінь Дук, син короля в'єтнамської династії Нгуєн Хам Нгі, офіцер французької армії (*1910)
1990 — Нго Дінь Луєн, в'єтнамський юрист, інженер, дипломат, урядовець (*1914)
1990 — Кім Бек Мун, південнокорейський релігійний діяч (*1917)
1990 — Арундаті Деві, бенгальська індійська акторка, режисерка, письменниця і співачка (*1924)
1990 — Мохаммад Ідріс Міа, герой війни за незалежність Бангладеш (*?)
1990 — Азізур Рахман, герой війни за незалежність Бангладеш (*?)